# Coroană dentară

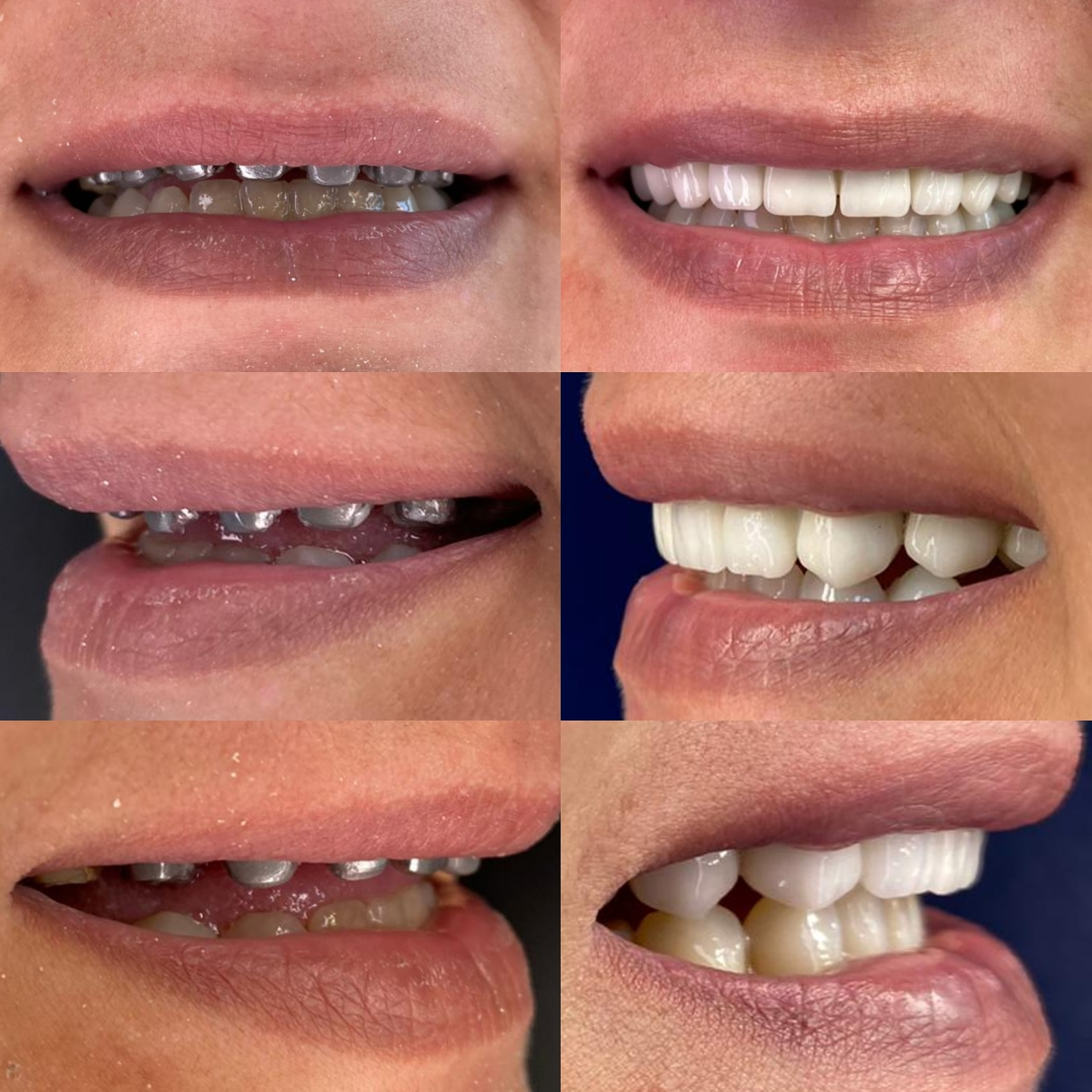
coroana dentara

În medicina dentară, o coroană se referă la un tip de restaurare dentară care acoperă complet/înconjoară un dinte sau un implant. De o coroană este nevoie atunci când o carie profundă și extinsă amenință sănătatea dentară. 
Coroana este fixată la nivelul dintelui cu ajutorul unui ciment dentar. Coroanele pot fi confecționate din mai multe tipuri de materiale, și sunt fabricate, adesea, prin metode indirecte. 
Coroanele sunt utilizate pentru a îmbunătăți duritatea și estetica dintelui și pentru a nu-l expune deteriorării. Deși este benefic pentru sănătatea dentară, procedura și materialele pot fi costisitoare.
Cea mai comună metodă de aplicare a unei coroane pe un dinte implică realizarea unei amprente a dintelui preparat de către medicul stomatolog, iar apoi fabricarea coroanei într-un laborator. 
Coroana poate fi ulterior cimentată, la o ședință viitoare. Această metodă indirectă de restaurare dentară permite utilizarea unor materiale restaurative dure care necesită un timp sub căldură intensă, cum ar fi turnarea metalului sau arderea porțelanului, care nu ar fi posibil de realizat în interiorul cavității bucale. 
Datorită expansiunii termice compatibile, la costuri similare și datorită beneficiilor estetice, unii pacienți aleg coroana să fie confecționată din aur.
Tehnologia asistată de computer este din ce în ce mai folosită pentru fabricarea coroanelor în stomatologia care utilizează CAD/CAM.

## Indicații pentru coroanele dentare
Coroanele sunt indicate pentru:
Înlocuirea unor coroane deja existente care au eșuat
Restaurarea formei, funcției și esteticii unui dinte fracturat sau abrazat, unde alte forme de resturare nu sunt indicate sau au eșuat clinic în trecut.
Îmbunătățește estetica dinților care nu poate fi realizată printr-o procedură cosmetică și restaurativă simplă.
Menține stabilitatea structurală și reduce riscul de fracturare a dinților restaurați extensiv, incluzându-i și pe cei care au fost tratați endodontic.
Se aplică la nivelul implanturile dentare pentru restaurarea protetică.

## Restaurarea dinților tratați endodontic
În mod tradițional, s-a afirmat că dinții care au fost supuși unui tratament de canal au mai multe șanse de a se fractura și, prin urmare, necesită o protecție a cuspizilor prin asigurarea acoperirii ocluzale cu o restaurare indirectă precum coroanele. Acest lucru a condus la folosirea de rutină a coroanelor pentru dinții tratați endodontic. 
Cu toate acestea, o revizuire recentă a literaturii dezvăluie că nu există dovezi solide care să arate cum coroanele sunt mai bune decât alte restaurări de rutină pentru a reface dinții tratați pe canal. 
Sfatul general este că medicii stomatologi ar trebui să-și folosească experiența clinică având în vedere preferințele pacientului atunci când iau decizia de a utiliza o coroană. De regulă, utilizarea coroanelor și a altor restaurări indirecte pentru dinții tratați endodontic este justificată atunci când suprafața cavității de acces depășește o treime din suprafața ocluzală a dintelui, când pereții linguali sau vestibulari sunt subminați sau când lipsesc crestele marginale meziale și distale.

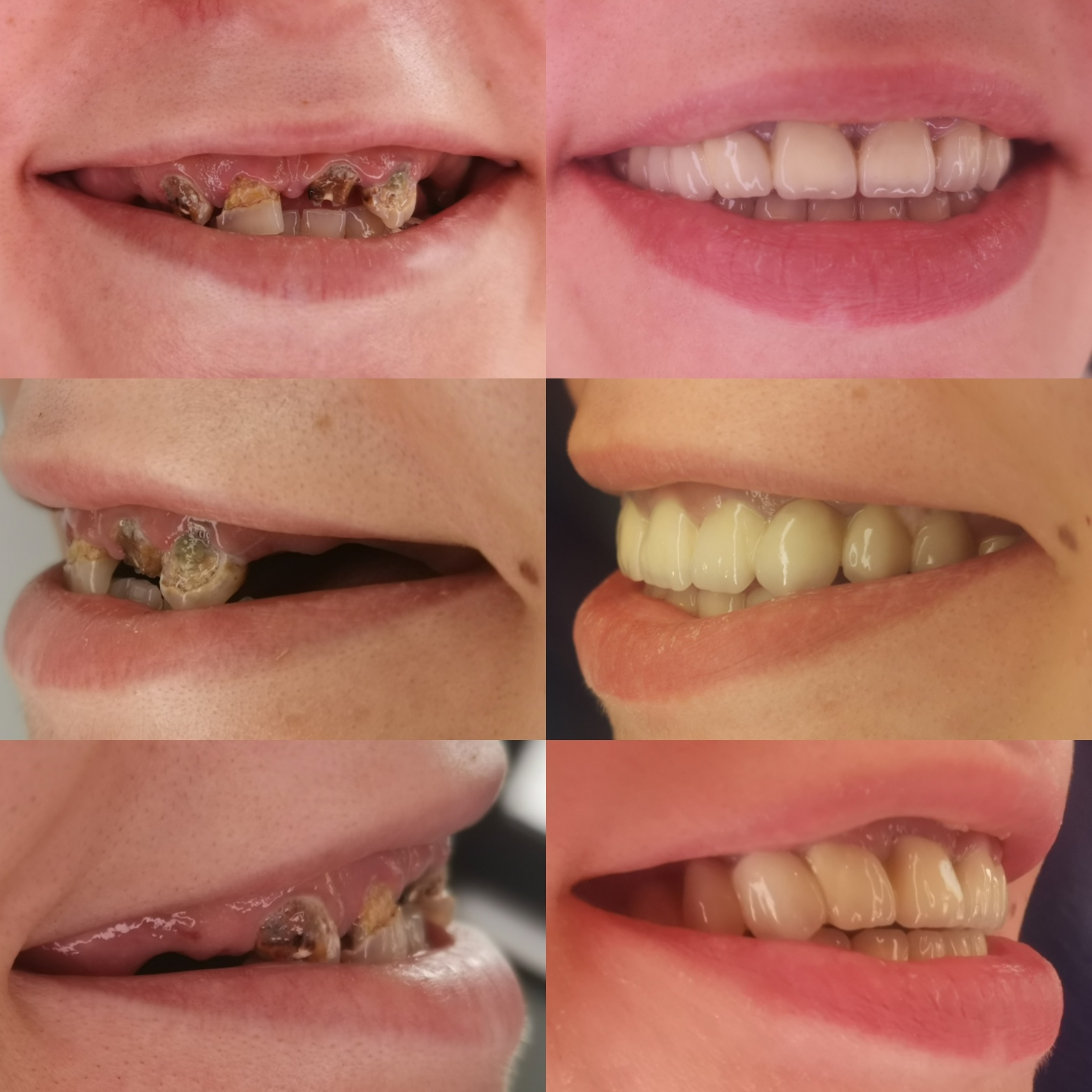
coroana dentara

## Stadiile clinice ale aplicării unei coroane dentare
- Evaluarea pacientului
- Alegerea restaurării
- Pregătirea dinților
- Fabricarea și cimentarea restaurării temporare
- Amprentele dentare
- Adaptarea restaurării definitive
- Revizuire

## Evaluarea pacientului
Pentru a asigura condițiile optime și longevitate coroanelor, o serie de factori trebuie examinați printr-o anamneză amănunțită a pacientului, precum și o examinarea clinică. Acești factori includ:
- Factori care țin de pacient
- Așteptările pacientului
- Motivația pacientului de a adera la planul de tratament și de a menține rezultatele
- Costurile financiare și timpul pacientului
- Factori biologici
- Statusul sănătății parodonale și riscul îmbolnăvirii parodontale
- Sănătatea pulpei dentare și riscul unor complicații endodontice
- Cariile și riscul carios
- Ocluzia și riscul problemelor ocluzale
- Factori mecanici
- Cantitatea de structură dentară rămasă
- Înălțimea și diametrul dintelui care urmează a fi preparat
- Nivelul de atașare al gingiei la niveul dintelui care urmează a fi preparat
- Forma și lungimea rădăcinii dintelui care urmează a fi preparat

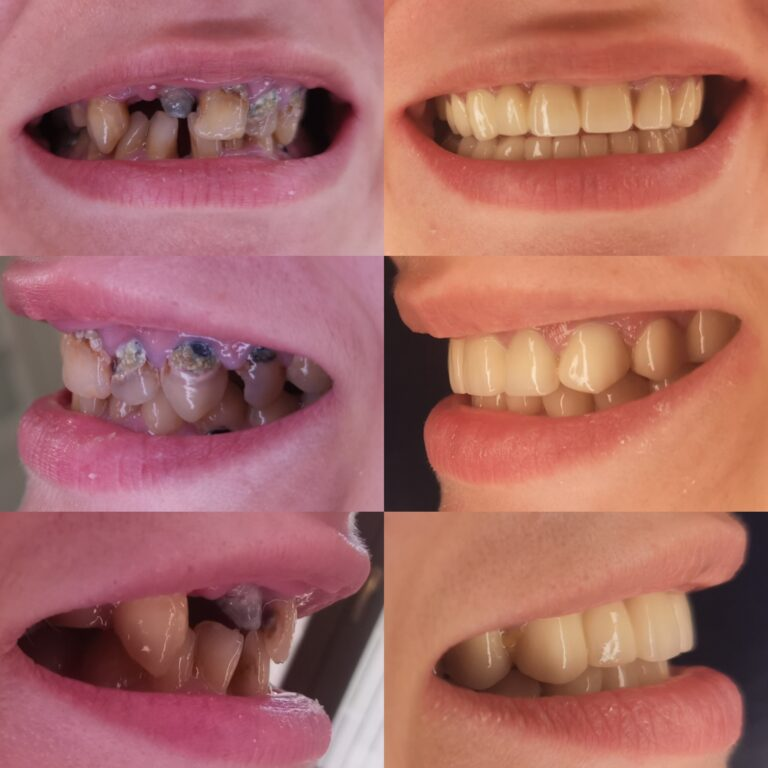
coroana dentara

- Factori estetici

## Alegerea restaurării
- Alegerea unei resturări de tip coroană dentară poate fi descrisă de:
- Dimensiunile și procentajul de acoperire a coroanei naturale
- Coroane totale
- Coroane ¾ și 7/8
- Materialul care va fi utilizat
- Metal
- Coroane metalo-ceramice
- Coroane ceramice
- Coroanele 3/4 și 7/8

Aceste restaurări sunt un hibrid între un onlay și o coroană totală. Sunt denumite pe baza acoperirii estimate a pereților dintelui; de exemplu, coroana 3/4 urmărește să acopere trei din cei patru pereți, peretele vestibular fiind de obicei neacoperit, reducând astfel țesutul dentar sănătos care trebuie preparat. Ele sunt în mod normal fabricate din aur. Anumite șanțuri sunt realizate la nivelul preparației cât mai aproape de peretele integru pentru a crește retenția coroanei. În ciuda avantajelor sale de a nu reduce țesuturile dentare sănătoase, aceste coroane nu sunt prescrise în mod obișnuit în practică, deoarece sunt dificile din punct de vedere tehnic și au o acceptabilitate slabă a pacientului din cauza metalului care este inestetic.

## Coroanele totale din metal
După cum sugerează și numele, aceste coroane sunt turnate în întregime dintr-un aliaj metalic. Există o multitudine de aliaje disponibile și alegerea unui anumit aliaj în detrimentul altuia depinde de mai mulți factori, inclusiv cost, manipulare, proprietăți fizice, biocompatibilitate. Asociația Stomatologică Americană clasifică aliajele în trei grupe: aliaje metalice nobile de înaltă calitate, nobile și de bază.

## Aliajele metalice nobile de înaltă calitate și nobile
Acest tip de aliaje utilizate în realizarea coroanelor dentare sunt în general bazate pe aliaje din aur. Aurul nu este utilizat în forma lui pură, deoarece ar fi prea moale și ar avea o putere mecanică slabă. Alte metale incluse în aliajele din aur sunt cuprul, platina, paladiul, zincul, indiumul și nichelul. Toate tipurile de aliaje din aur utilizate în protetică sunt împărțite în funcție de procentul de aur și duritate, tipul I fiind cel mai moale, iar tipul IV cel mai dur. În mod general, tipurile III și IV de aliaje (62 - 78% și respectiv 60 - 70% conținut de aur) sunt utilizate pentru coroanele totale, deoarece acestea au o duritate suficientă când să suporte forțele ocluzale. Coroanele din aur sunt în general indicate pentru dinții laterali din motive estetice. Sunt dure în timpul funcțiilor și puternice în secțiunile mai subțiri, astfel că necesită o preparație minimă. Acestea au, de asemenea, proprietăți de uzură asemănătoare smalțului, de aceea este puțin probabil să cauzeze o abraziune accentuată dinților opuși. Prezintă o acuratețe dimensională bună atunci când sunt turnate ceea ce minimizează timpul petrecut de pacient pe scaun și pot fi relativ ușor de lustruit dacă sunt necesare anumite schimbări. Aliajele pe bază de paladiu sunt, de asemenea, utilizate. Acestea au fost introduse ca o alternativă mai ieftină la aliajele din aur, în anii 1970. Paladiul are un efect puternic de albire, dând majorității aliajelor sale un aspect argintiu.

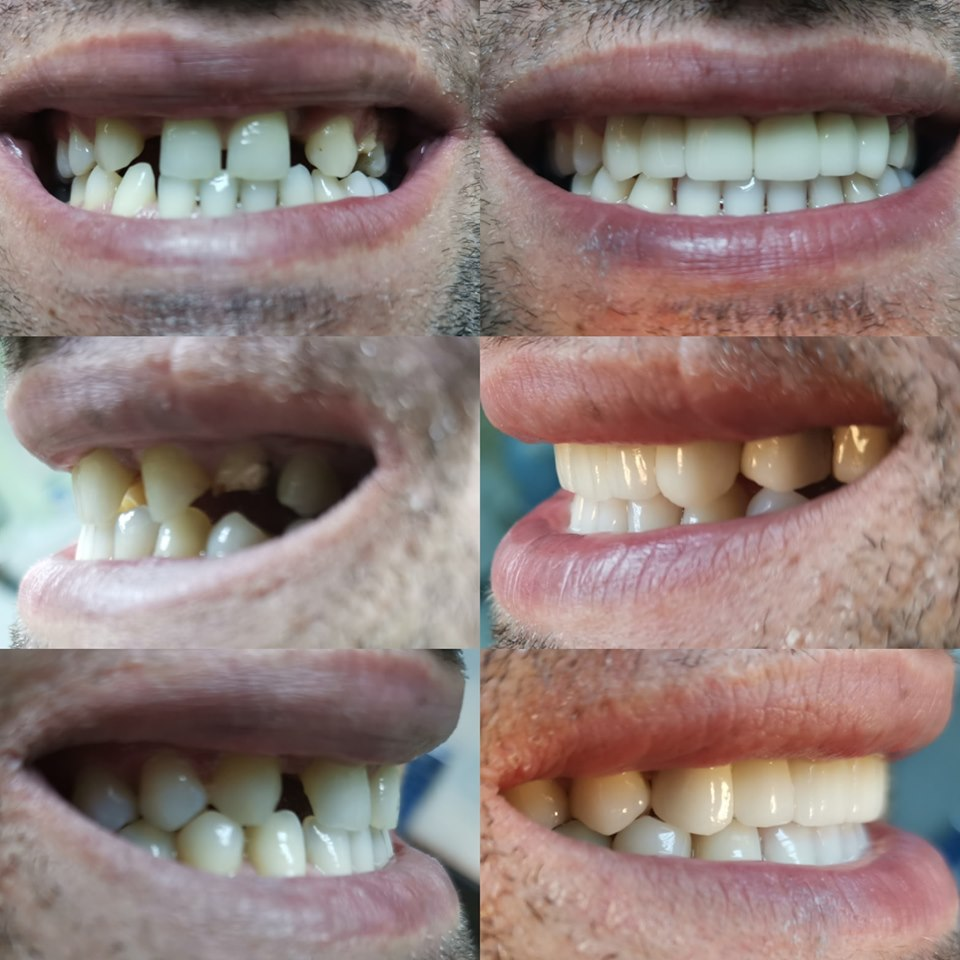
coroana dentara

## Aliajele pe bază de metal
Aceste aliaje sunt rar utilizate pentru realizarea de coroane totale. Sunt mai frecvent utilizate ca parte a unui coroane metalo-ceramice, ca aliaje de lipire. Prin comparație cu aliajele nobile, acestea sunt mai dure și mai puternice, pot fi utilizate în secțiuni subțiri, totuși, sunt prea dure pentru a fi ajustate și este posibil mai frecvent să cauzeze abraziune excesivă pe dinții naturali opuși. În plus, pot există probleme la persoanele care prezintă alergii la nichel.

## Aliajele metalice comune utilizate în medicina dentară
Rezistența, rigiditatea și ductilitatea sa sunt similare cu cele ale altor aliaje de turnare utilizate în stomatologie. De asemenea, titanul formează cu ușurință un strat de oxid pe suprafața sa care îi conferă proprietăți anticorozive și îi permite să se lipească de ceramică, o proprietate utilă în fabricarea coroanelor metalo-ceramice.

## Coroanele ceramice
Ceramica dentară sau porțelanurile sunt folosite pentru fabricarea coroanelor în primul rând pentru proprietățile lor estetice în comparație cu toate restaurările metalice. Aceste materiale sunt în general destul de fragile și predispuse la fracturi. Multe clasificări au fost folosite pentru a împărți ceramica dentară, cea mai simplă fiind în funcție de materialul din care sunt fabricate, adică silice, alumina sau zirconiu.

## Silice
Ceramica pe bază de silice este foarte estetică datorită conținutului ridicat de sticlă și proprietăților optice excelente având incorporate particule de umplutură care sporesc opalescența, fluorescența și care pot imita culoarea smalțului natural și a dentinei. Aceste ceramice, totuși, au o rezistență mecanică slabă și, prin urmare, sunt adesea folosite pentru fațetarea substructurilor mai puternice.
Exemplele includ sticla aluminosilicat, de ex. ceramică feldspatică, porțelanul sintetic și armat cu leucit.
Proprietățile mecanice pot fi îmbunătățite prin adăugarea de particule de umplutură, de ex. disilicat de litiu și, prin urmare, este denumită ceramică de sticlă. Ceramica sticloasă poate fi folosită individual pentru a realiza restaurări integral-ceramice fie ca formă unică (uni-stratificat), fie poate acționa ca substructuri pentru fațetarea ulterioară (sau stratificarea) cu porțelan feldspatic mai slab (restaurările bi-stratificate).

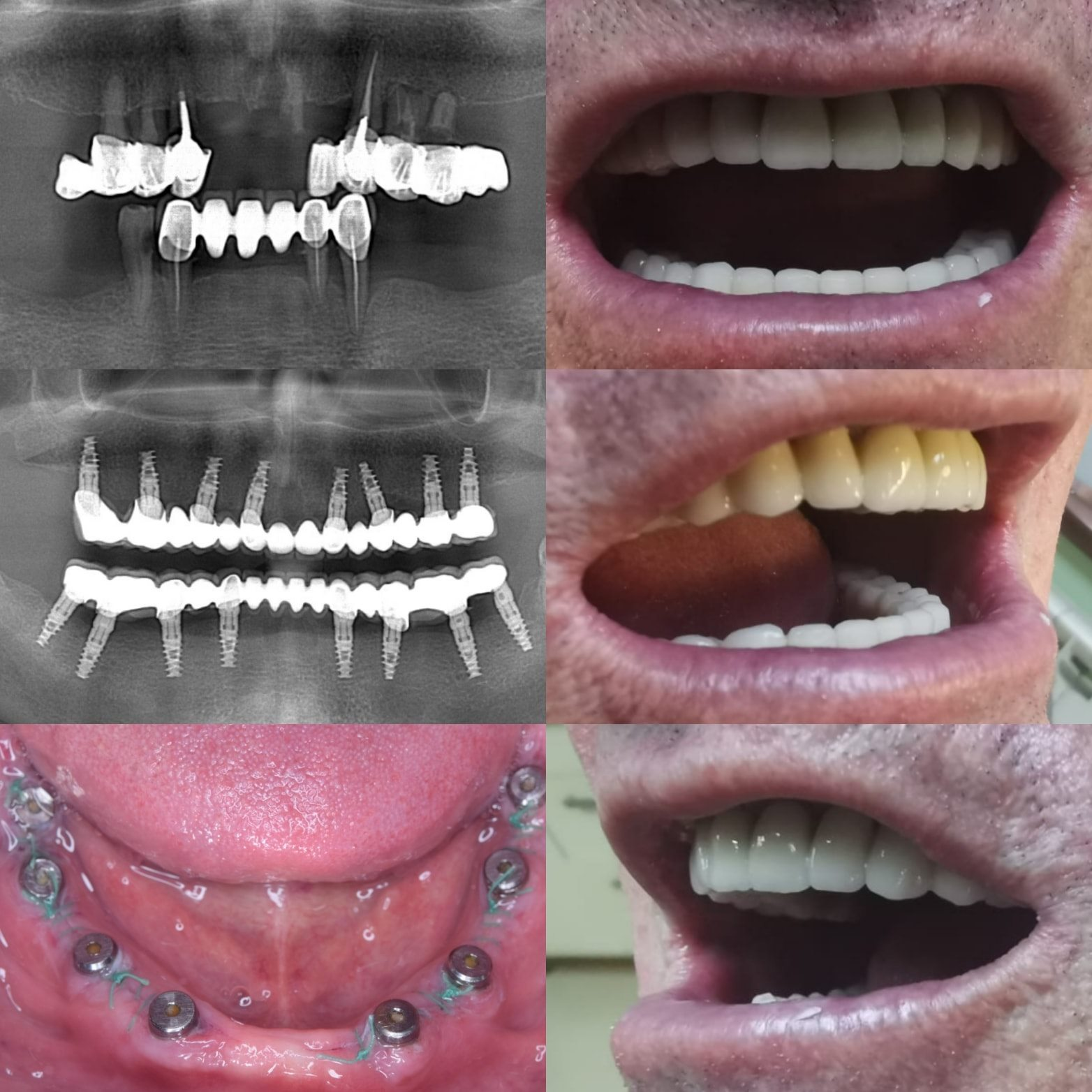
coroana dentara pe implant dentar

## Alumina
Alumina (oxid de aluminiu) a fost introdusă ca substructură dentară (nucleu) în 1989, când materialul a fost turnat, sinterizat și infiltrat cu sticlă. Mai recent, nucleurile de alumină infiltrată cu sticlă sunt produse prin depunere electroforetică, un proces rapid de nanofabricare. În timpul acestui proces, particulele de alunecare sunt aduse la suprafața unei matrițe dentare printr-un curent electric, formând astfel un corp cu nucleu care se potrivește cu precizie în câteva secunde. Marginile sunt apoi tăiate și corpul este sinterizat și infiltrat cu sticlă. Alumina infiltrată cu sticlă are o rezistență semnificativ mai mare la aderența porțelanului față de nucleele din zirconiu și alumină produse prin tehnologia CAD/CAM, fără sticlă.
Nucleele de alumină fără sticlă sunt produse prin frezarea blocurilor presinterizate din material utilizând o tehnica CAD/CAM. Acestea trebuie să fie supradimensionate pentru a compensa contracția care apare atunci când miezul este complet sinterizat. Nucleele frezate sunt apoi sinterizate și aduse la dimensiunea corectă.
Toate nucleele de alumină sunt stratificate cu porțelan feldspatic asemănător țesutului dentar pentru a realiza o culoare și o formă realiste. Tehnicianul dentar poate personaliza aspectul acestor coroane în funcție de cerințele individuale ale pacientului și medicului stomatolog. Nucleele de alumină au o transluciditate mai bună decât zirconiul, dar mai proastă față de disilicatul de litiu.

## Zirconiul
Zirconiul stabilizat cu ytria, cunoscut simplu ca și zirconiu, este o ceramică foarte dură care este utilizat ca un material de bază puternic în anumite restaurări integral ceramice. Zirconiul este relativ nou în stomatologie, iar dovezile clinice publicate sunt limitate. Zirconiul folosit în stomatologie este oxidul de zirconiu (ZrO2) care a fost stabilizat prin adăugarea de oxid de ytriu.
Substructura din zirconiu (nucleul) este de obicei proiectată pe o reprezentare digitală a cavității bucale a pacientului, care este capturată cu o scanare digitală tridimensională a arcadeloe, amprentei sau modelului. 
Nucleul este apoi realizat dintr-un bloc de zirconiu într-o stare moale pre-sinterizată. Odată realizat, zirconiul este sinterizat într-un cuptor unde se micșorează cu 20% și atinge rezistența sa maximă de 850–1000 MPa. Recent, a fost raportată rezistența zirconiului pentru restaurările dentare care ajunge la 1200 Mpa.
Structura miezului din zirconiu poate fi stratificată cu porțelan feldspatic asemănător țesutului dentar pentru a crea culoarea și forma finală a dintelui. 

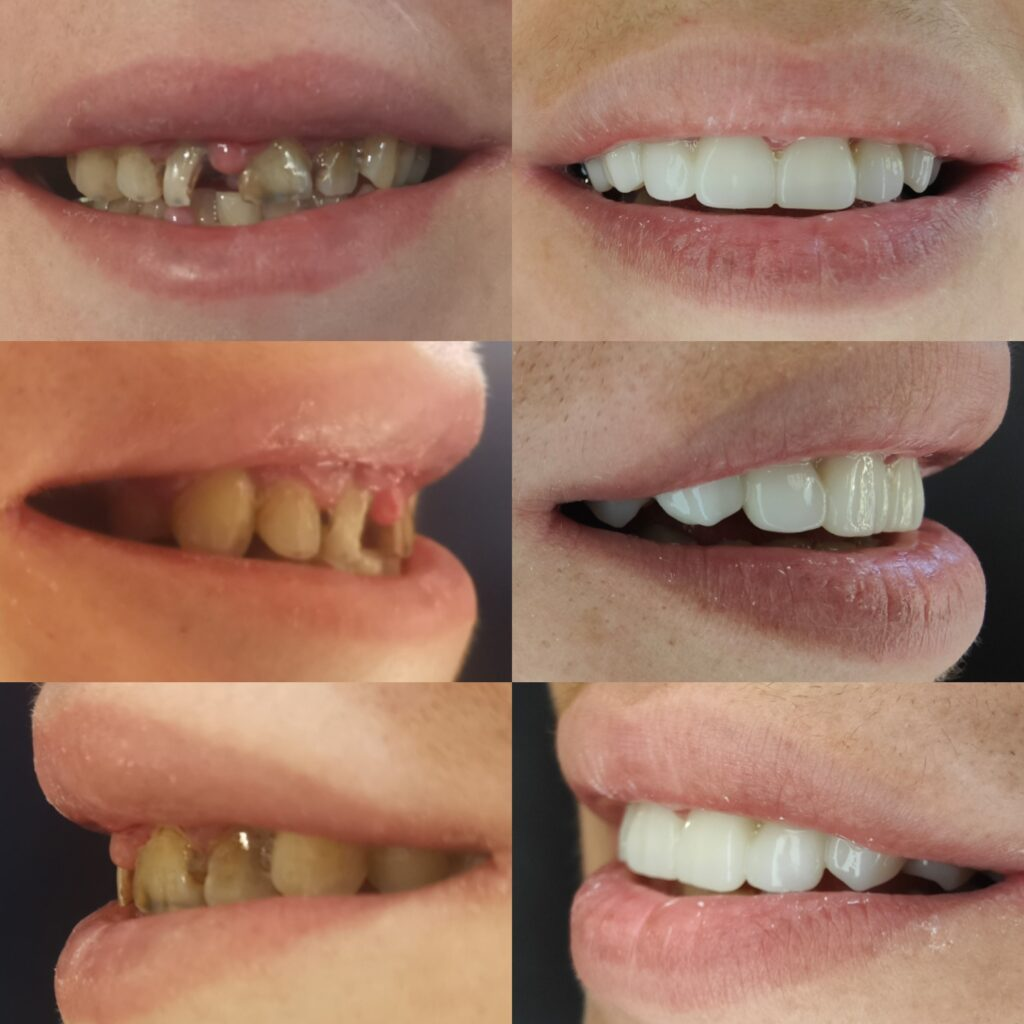
coroana dentara

Deoarece rezistența de aderență a porțelanului stratificat fuzionat cu zirconiu nu este puternică; ciobirea ceramicii convenționale are loc frecvent, coroanele și punțile sunt în prezent realizate din ce în ce mai mult din zirconiu monolit produs dintr-un bloc de zirconiu gradat în culoare și structură și acoperite cu un strat subțire de glazură. 
Restaurările protetice estetice, cu reflexie naturală, culoare din interior și gradienți de culoare influențați de anatomia miezului dentinar intern pot fi cel mai bine realizate cu zirconiu convențional, mai degrabă decât cu coroane din zirconiu monolit. 
În fabricarea restaurărilor dentare realizate special pentru un singur pacient, tehnicienii dentari, cu abilitățile lor de rezolvare a problemelor, dexteritatea și abilitățile cognitive, oferă porțelanului estetica, individualitatea și talentul necesar. Frica pentru ciobirea pe termen lung a porțelanului din zirconiu monocomponent convențional și presiunea prețurilor asupra aplicării manuale a porțelanului sunt posibili factori pentru restaurările din zirconiu monolitic. 
Cu toate acestea, prin aplicarea unor componente multi-sticlă în porțelan nu mai apare ciobirea acestuia, mai ales în cazul restaurărilor protetice mimetice în care coroana urmează un model al dintelui natural în două straturi: un strat de dentina histo-anatomic care imită forma dentinei pacientului și a unui strat de smalț. 
Aceste restaurări care imită structura dinților naturali prin proiectarea cognitivă a miezului dentinei prezintă o nouă paradigmă de producție pentru a fabrica restaurări naturale din zirconiu folosind un porțelan de înaltă rezistență cu CAD/CAM. Aceste coroane sunt produse cu un miez de zirconiu tetragonal de culoarea dintelui, pe care a fost aplicat un strat de porțelan translucid de înaltă rezistență și ulterior frezat la dimensiunea potrivită. 
În cooperarea subtilă dintre zirconiul de culoarea dentinei și porțelanul de fațetare, zirconiul strălucește prin stratul de porțelan translucid, cu atât mai mult cu cât stratul de porțelan este mai subțire. Acest lucru creează o dinamică naturală a culorii. Drept urmare, dintele natural, din punct de vedere estetic și ca și duritate, este asemănător cu coroanele din zirconiu solid monolit. Astfel, miezul dentinei histo-anatomic este cheia coroanelor estetice.
Zirconiul este cel mai dur din clasa ceramicilor din industrie și cel mai dur material utilizat în stomatologie, este necesar a fi fabricat utilizând procesul CAD/CAM, nu tehnologia manuală dentară convențională. 
Datorită faptului că zirconiul monolitic nu se uzează prin uzura verticală normală de 25-75 microni de smalț natural și porțelan, nu există date clinice privind faptul că dacă, în consecință, coroanele prea mari din zirconiu vor deteriora pe termen lung dentiția opusă. 
Deși în testele de uzură pe două corpuri de zirconiu monolitic, fațetate și glazurate și pe antagoniști corespunzători smalțului au arătat o uzură similară, de cel puțin două ori mai mult s-au observat microfisuri ale smalțului în probele opuse zirconiului monolitic.

## Zirconiul monolitic
Coroanele din zirconiu monolitic tind să fie opace la aspect și lipsite de transluciditate și fluorescență. De dragul aspectului, mulți medici stomatologi nu vor folosi coroane monolitice pe dinții anteriori (în față). 
Coroanele de zirconiu monolit sunt produse dintr-un bloc de zirconiu gradat în funcție de culoare și structură și acoperite cu un strat subțire de glazură care oferă, de asemenea, un fel de fluorescență. 
Coroana din zirconiu „gradată” are o zonă cervicală mai închisă, constând din zirconiu tetragonal, o culoare a dintelui principal în zona centrală și o margine incizală translucidă constând din zirconiu cubic. Singurul lucru pe care trebuie să-l facă un tehnician dentar este să folosească înălțimea adecvată a blocului de zirconiu, astfel încât coroana să se potrivească în toate zonele de culori diferite. 
Deși la exterior gradientul de culoare imită dinții naturali, aceștia sunt încă departe de proprietățile optice, fizice, biomimetice și estetice ale dinților naturali.
În mare măsură, selecția materialelor în stomatologie determină rezistența și aspectul unei coroane. Materialele din zirconiu monolitic produc cele mai puternice coroane în stomatologie (rezistența înregistrată pentru unele materiale pentru coroane din zirconiu este de aproape 1200 MPa), dar aceste coroane nu sunt de obicei considerate a fi suficient de naturale pentru a fi utilizate în zona frontală. 
Deși nu sunt la fel de puternice, unele dintre materialele mai noi din zirconiu au un aspect îmbunătățit, dar, în general, nu sunt la fel de bune ca și coroanele topite cu porțelan. În schimb, atunci când porțelanul este fuzionat cu alumină infiltrată cu sticlă, coroanele au un aspect foarte natural și o duritate mare, deși nu la fel de puternice ca și coroanele din zirconiu monolitic.
Coroanele din zirconiu sunt mai puțin abrazive asupra dinților opuși față de coroanele metalo-ceramice.
Alte proprietăți ale materialului coroanei care trebuie luate în considerare sunt conductibilitatea termică și radiotransparența. 
Stabilitatea/nepotrivirea pe dintele pregătit și goluri de ciment la margine sunt uneori legate de selecția materialelor, deși aceste proprietăți ale coroanei sunt, de asemenea, legate de sistemul și procedurile de fabricație.

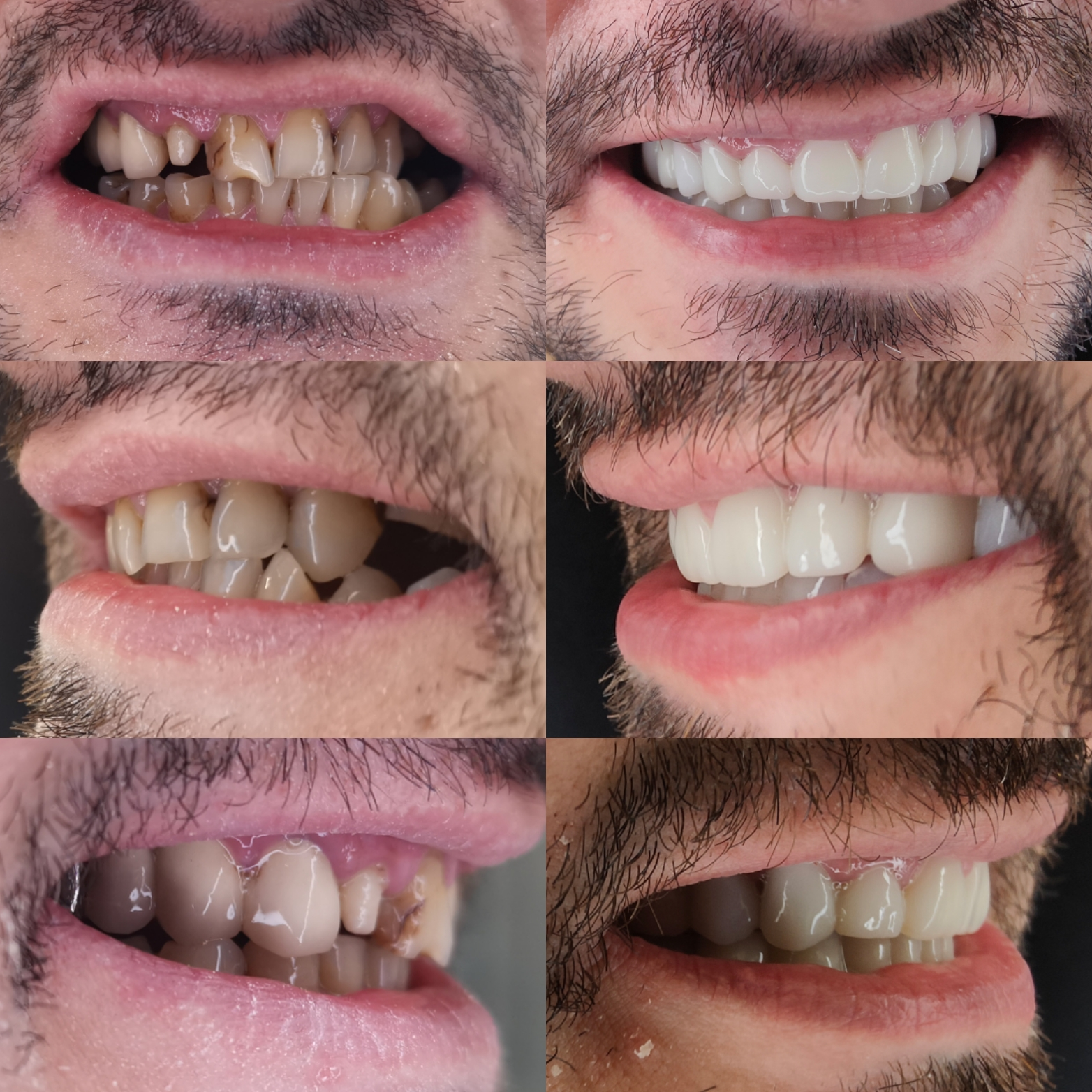
coroana dentara

## Disilicat de litiu
Un alt material monolitic, disilicatul de litiu, determină o transluciditate mare la coroanele armate cu leucit, care adesea par a fi gri în cavitatea bucală. Pentru a depăși acest inconvenient, coloranții polivalenți cu nuanță deschisă oferă un aspect alb strălucitor, nenatural.

## Coroanele metalo-ceramice
Acestea sunt un hibrid între coroanele metalice și cele ceramice. Partea metalică este realizată în mod uzual dintr-un aliaj pe bază de metale. Proprietățile aliajului metalic ales ar trebui să se potrivească cu ceramica pentru a fi unite, în caz contrar, probleme ca delaminarea sau fractura ceramicii pot apărea. Pentru a obține un rezultat estetic, cu capacitatea funcțională de activitate masticatorie normală, este necesară o grosime minimă a ceramicii și metalului, care ar trebui planificată pe durata fazei de preparare a dintelui.
Ceramica se unește cu rama metalică prin 3 metode:
- prin compresie (prin contracția ceramicii la ardere)
- retenție micromecanică (prin neregularități ale suprafeței)
- chimic (prin formarea de oxid)

## Controlul țesuturilor și rectracția gingivală
Retracția gingivală se referă la deplasarea gingiilor libere. Pentru coroanele cu margini supragingivale, nu este nevoie de retracție gingivală, cu condiția să existe un control bun al umidității.
Pentru preparațiile coronare care au margini subgingival, controlul țesuturilor este necesar în faza de preparare și cea de amprentare pentru a asigura vizibilitate, un bun control al umidității și că există suficient spațiu pentru ca materialul de ampretare să poată fi plasat corect și să înregistreze zonele marginale.
Opțiunile disponibile sunt firul de retracție gingivală, firul Magic Foam și ExpaSyl.
O altă metodă pentru a expune marginile subgingivale ale preparației este prin utilizarea electrochirurgiei și a intervențiilor de alungire coronară.

## Prepararea dintelui
Design-ul preparării dintelui pentru ca acesta să accepte o coroană urmărește 5 principii de bază:
- Rezistență și retenție
- Prezervare a structurii dintelui
- Durabilitatea structurală
- Integritatea marginală
- Prezervarea parodonțiului

Estetica poate, de asemenea, să joace un rol în planificarea design-ului

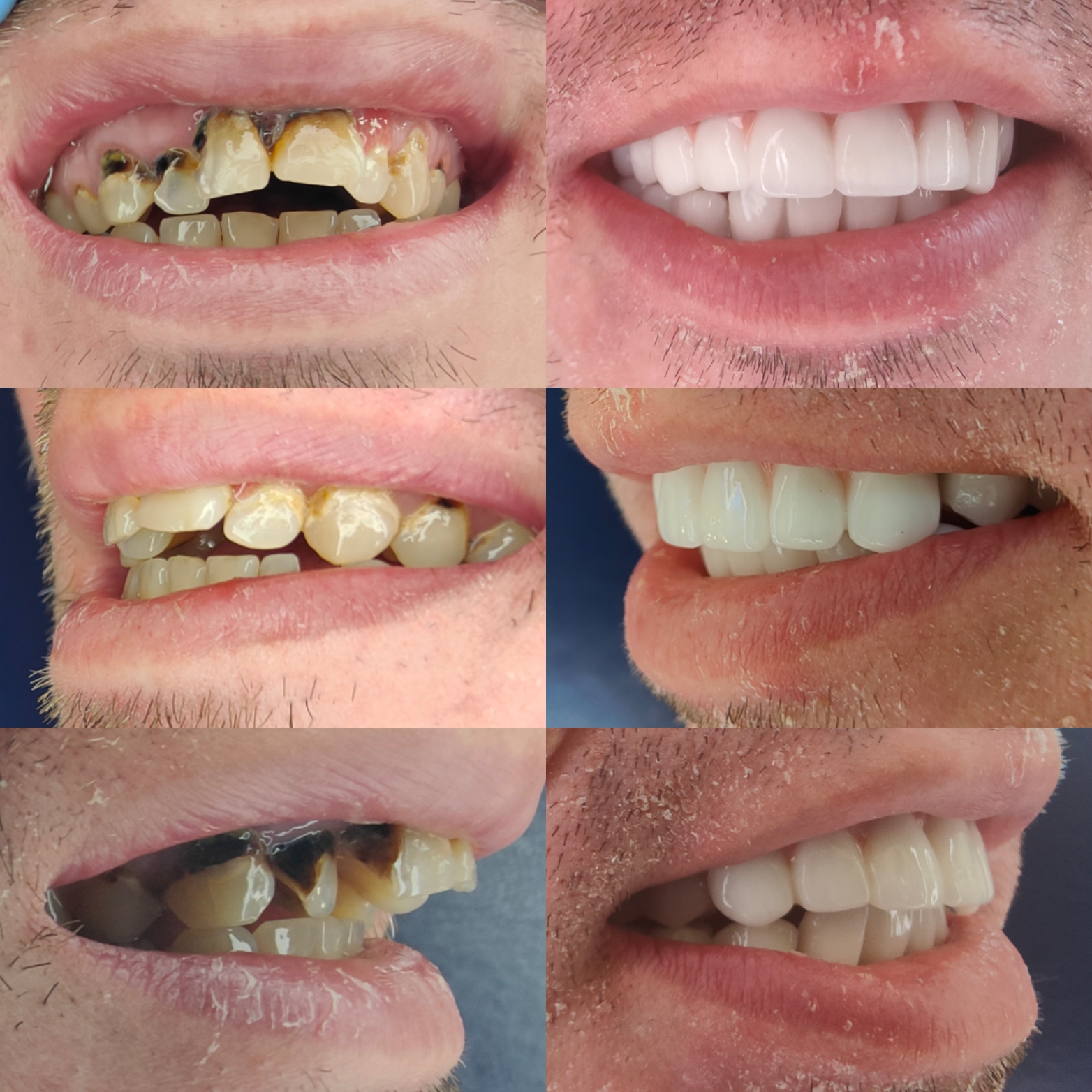
coroana dentara

## Rezistența și retenția
Deoarece în prezent nu există cimenturi compatibile biologic care să poată menține coroana în poziție numai prin proprietățile lor adezive, forma geometrică a preparatului este vitală pentru a asigura retenția și rezistența pentru a menține coroana în poziție. 
În contextul protezei, retenția se referă la rezistența la mișcare a unei restaurări de-a lungul traseului de inserție sau de-a lungul axului lung al dintelui. 
Rezistența se referă la rezistența la mișcare a coroanei prin forțe aplicate apical sau în direcție oblică, care împiedică mișcarea sub acțiunea forțelor ocluzale. Retenția este determinată de relația dintre suprafețele opuse ale dintelui preparat (de exemplu, relația dintre pereții vestibular și lingual). 

## Conicitatea
Teoretic, cu cât mai paraleli sunt pereții opuși preparației, cu atât mai multă retenție este obținută. Totuși, acest lucru este aproape imposibil de obținut clinic. 
Este un criteriu standard pentru preparațiile realizate pentru coroane cu acoperire totală să aibă o ușoară conicitate sau acoperire într-o direcție ocluzală. 
Acest lucru permite ca preparația să fie inspectată vizual, să se prevină șelfuirea exagerată, compensarea inexactităților de fabricare a coroanei și permite, în etapa de cimentare, ca excesul de ciment să reflueze cu scopul final de a optimiza adaptarea coroanei pe preparație. 
În general, pereții axiali preparați utilizând freze lungi, conice, la o viteză mare, conferă o conicitate de 2-3° pe fiecare perete, și o conicitate de 4-6° a întregii preparații. Pe măsură ce conicitatea crește, retenția scade, de aceea conicitatea ar trebui menținută la un minim. 
O conicitate generală de 16° se poate obține clinic și poate îndeplini cerințele menționate mai sus. În mod ideal, conicitatea nu ar trebui să depășească 20° pentru că astfel va influența negativ retenția. 

## Lungimea
Lungimea ocluzo-gingivală sau înălțimea coronară a preparației afectează atât rezistența, cât și retenția. În mod general, cu cât preparația este mai înaltă, cu atât mai mare este suprafața. Pentru ca coroana să fie suficient de retentivă, lungimea preprației trebuie să fie mai mare decât înălțimea formată de arcul care pivotează în jurul unui punct de pe marginea opusă restaurării.
Arcul este afectat de diametrul dintelui preparat, prin urmare, cu cât diametrul este mai mic, cu atât lungimea coroanei trebuie să fie mai mică pentru a rezista la îndepărtare. Retenția dinților cu pereți scurți și cu diametru larg poate fi îmbunătățită prin plasarea de șanțuri în pereții axiali, ceea ce are ca efect reducerea dimensiunii arcului.

## Libertatea deplasării
Retenția poate fi îmbunătățită prin limitarea geometrică a numărului de căi de-a lungul cărora coroana poate fi îndepărtată de la nivelul dintelui preparat, retenția maximă fiind atinsă atunci când este prezentă o singură cale de deplasare. Rezistența poate fi îmbunătățită prin realizarea de retenții precum șanțuri.

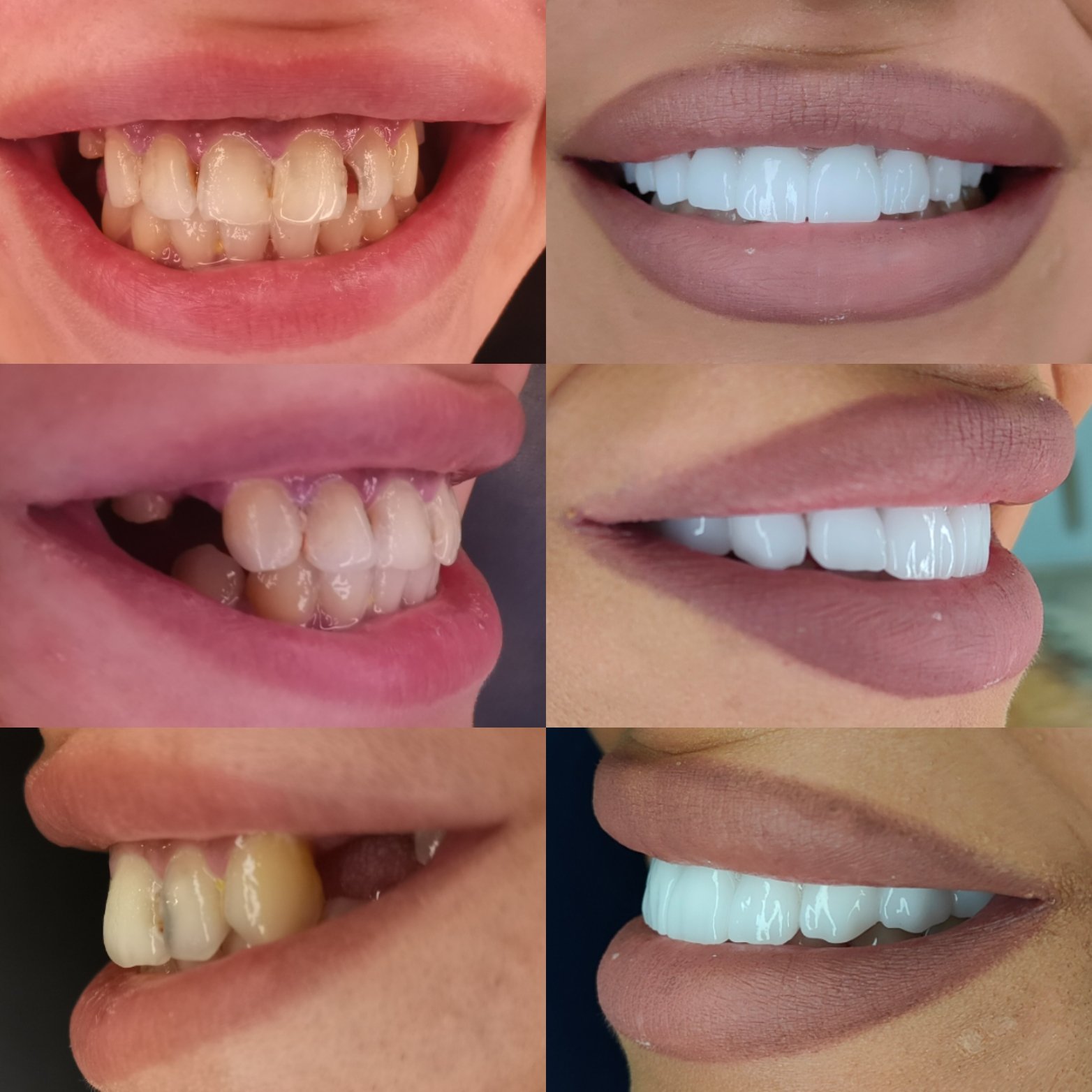
coroana dentara

## Conservarea structurii dintelui
Prepararea unui dinte care să accepte o coroană integrală este relativ distructivă. Procedura poate distruge ireversibil pulpa, prin trauma mecanică, termică și chimică și poate face pulpa mai susceptibilă la invazia bacteriană. 
Totuși, preparația trebuie să fie pe cât posibil de conservativă, în timp ce se realizează o restaurare cu o retentiviate puternică. Cu toate că poate fi văzut contradictoriu cu afirmația anterioară, câteodată, structura dintelui necesită a fi uneori sacrificată cu scopul de a preveni pierderea incontrolabilă și substanțială a structurii dintelui, pe viitor. 

## Durabilitate structurală
Pentru a rezista, coroana trebuie să fie realizată din material care să suporte funcția masticatorie normală și trebuie să fie cuprinsă în spațiul creat de pregătirea dintelui, altfel pot apărea probleme de estetică și stabilitate ocluzală (adică restaurări înalte) și pot provoca inflamații parodontale. 
În funcție de materialul folosit pentru a crea coroana, sunt necesare reduceri ocluzale și axiale minime pentru a găzdui coroana.

## Reducere ocluzală
Pentru aliajele din aur, este necesar un spațiu liber de 1,5 mm, pe când la coroanele metalo-ceramice și integral ceramice, sunt necesari 2 mm. Fața ocluzală trebuie să urmeze conturul natural al dintelui; altfel pot exista zone ale restaurărilor unde materialul poate fi prea subțire.

## Teșire cuspizilor funcționali
Pentru dinții posteriori este necesară o teșire largă pe cuspizii funcționali, cuspizii palatinali pentru dinții maxilari și cuspizii vestibulari pentru cei mandibulari. Dacă această teșire a cuspizilor funcționali nu este prezentă și coroana este turnată pentru a reproduce dimensiunea corectă a dintelui, volumul materialului poate fi prea puțin în acest moment pentru a rezista suprafețelor ocluzale.

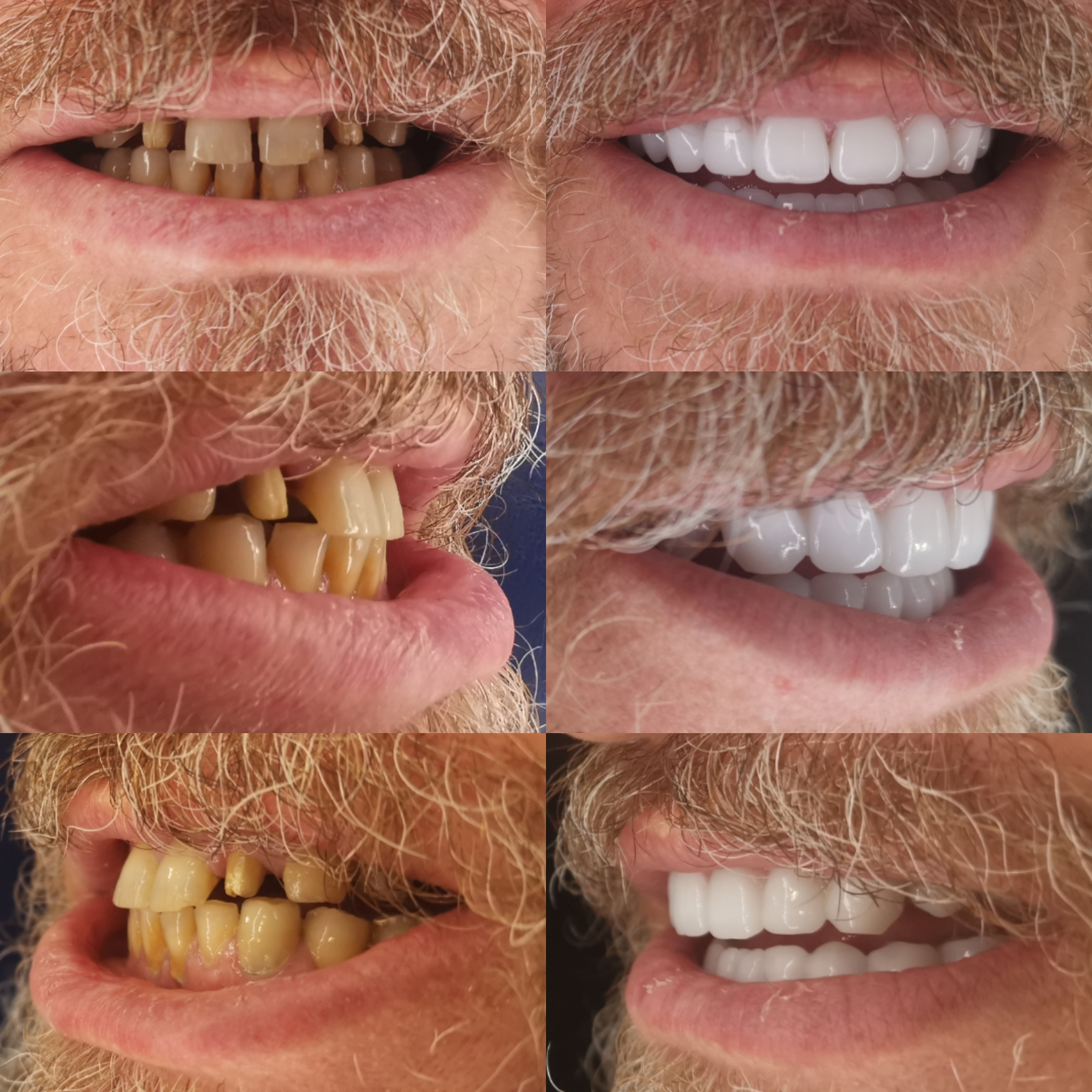
coroana dentara

## Reducerea axială
Acest lucru ar trebui să ofere suficientă grosime pentru materialul ales. În funcție de tipul de coroană care va fi realizată, există un minim al grosimii preparației. În mod general, coroanele metalice integral necesită cel puțin 0,5 mm, în timp ce coroanele metalo ceramice și integral ceramice, cel puțin 1,2 mm.

## Integritatea marginală
Pentru ca restaurarea să reziste în mediul bucal și să protejeze structura dentară subiacentă, marginile dintre coroană și dintele preparat trebuie să fie cât mai strâns adaptate.
Design-ul și poziția liniei marginale ar trebui să faciliteze controlul plăcii, să permită o grosime adecvată a materialului de restaurare ales, oferind astfel suficientă rezistență pentru coroană la nivel marginal.
Au fost susținute mai multe tipuri de configurații ale marginii gingivale, fiecare având unele avantaje și dezavantaje (vezi tabelul de mai jos). 
Pragul rotunjit este în mod normal recomandat pentru marginile metalice complete, iar cele drepte sunt, în general, necesare pentru a oferi suficient volum pentru coroanele metalo-ceramice și marginile coroanelor din ceramică integral. Unele dovezi sugerează adăugarea unei bizotări la margini, pentru a reduce distanța dintre coroană și țesutul dentar.
| Nume                    | Avantaje | Dezavantaje | Indicații                                                                           |
| Prag în muchie de cuțit | Distrucție minimă a dintelui                                                                                 | Estetică slabă cu coroanele ceramice Margini coronare fragile                                                                         | Nerecomandat                                                                        |
| Prag rotunjit (chamfer) | Distrucție minimă a dintelui Stres minim                                                                     | Rezistența și estetica inadecvate coroanei dacă se utilizează ceramică; trebuie avut grijă să nu se lase margini de smalț nesusținute | Marginile ale coroanelor metalice, marginile linguale ale coroanele metalo-ceramice |
| Prag rotunjit adânc     | Distrucție moderată a dintelui Stres minim                                                                   | Formarea potențială a unei marginu de smalț nesusținute                                                                               | Idem pragul rotunjt                                                                 |
| Prag drept modificat    | Estetică bună Rezistență coronară bună Mai puțin stres față de pragul cu umăr clasic                         | Distructiv Mai mult stres decât la pragul rotunjit                                                                                    |                                                                                     |

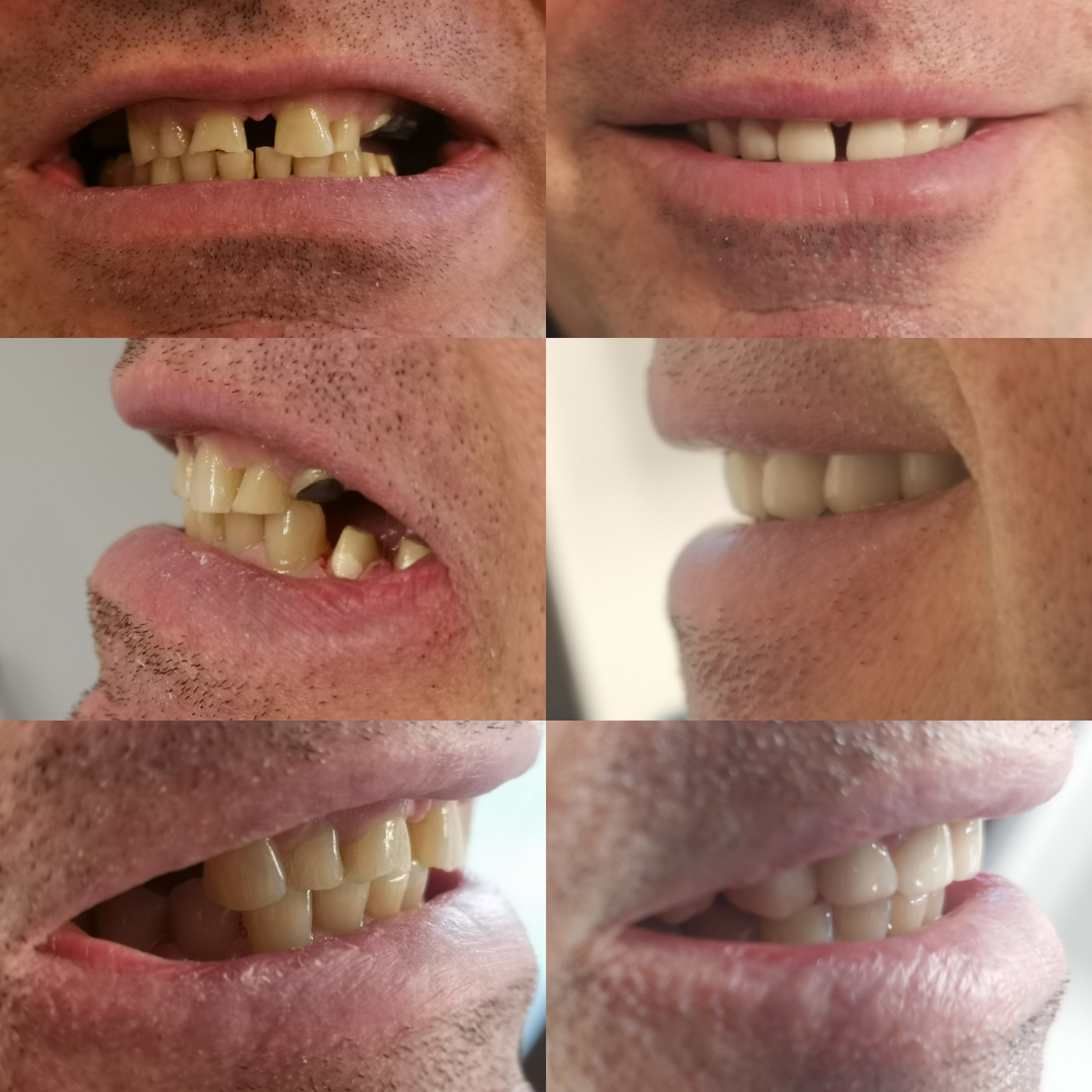
coroana dentara

| Prag înclinat           | Rezistență coronară excelentă Mai puțin stres față de pragul drept Permite îndepărtarea smalțului nesusținut | Distructiv Mai mult stres decât la pragul rotunjit                                                                                    |                                                                                     |
| Prag drept              | Estetică bună Rezistență coronară maxim Previne supraconturarea                                              | Cel mai distructiv și cu stres dentar mare                                                                                            | Marginile vestibulare ale coroanelor metalo-ceramice sau la cele integral ceramice  |

## Prezervarea parodonțiului
Fiind legat de integritatea marginală, plasarea marginilor preparației poate să afecteze direct ușurința confecționării coroanei și sănătatea parodonțiului. 
Cele mai bune rezultate se obțin când marginea preparației este supragingivală, deoarece așa igiena este mai ușor de realizat. De asemenea, aceasta ar trebui plasată la nivelul smalțului deoarece așa se creează o sigilare mai bună. 
Când circumstanțele necesită ca marginile să fie subgingivale, este necesară precauția deoarece anumite probleme pot apărea. În primul rând, pot exista probleme în termeni de amprentare a acestei margini în timpul procesului de fabricație ceea ce duce la inexactități. 
În al doilea rând, înălțimea biologică trebuie să fie la o distanță obligatorie de 2 mm între înălțimea osului alveolar și marginea restaurației; dacă această distanță este depășită, poate rezulta o inflamație gingivală cu formarea de pungi parodontale, retracție gingivală și pierderea înălțimii crestei osului alveolar. În aceste cazuri, intervenția de mărire a coroanei dentare ar trebui luată în considerare.

## Efectul de ferulă
Dinții tratați endodontic, în special cei cu țesut dentar sănătos puțin, sunt predispuși la fracturi. Rezultatul clinic de succes pentru acești dinți se bazează nu numai pe tratamentul adecvat al canalului radicular, ci și pe tipul de tratament restaurator utilizat, inclusiv utilizarea unor dinți ca și stâlpi și tipul de restaurare extra-coronară selectat. Unele dovezi susțin utilizarea unei ferule pentru a optimiza comportamentul bio-mecanic al dinților cu obturație radiculară, în special acolo unde este nevoie de un pivot.
În stomatologie, efectul de ferulă este, așa cum este definit de către Sorensen și Engelman (1990), un „guler metalic de 360° al coroanei care înconjoară pereții paraleli ai dentinei care se extinde coronar până la marginile preparației”. Asemenea ferulei unui creion care înconjoară joncțiunea dintre cauciuc și tija creionului, se crede că efectul de ferulă minimizează concentrația tensiunii la joncțiunea pivotului, oferind în cele din urmă un efect de protecție împotriva fracturilor. 
De asemenea, reduce transmiterea tensiunilor către rădăcină datorită forțelor non-axiale aplicate de dinte în timpul plasării sau în timpul funcționării normale. 
Ferula poate ajuta, de asemenea, la păstrarea etanșării ermetice a cimentului de fixare. S-a sugerat că protecția dobândită prin utilizarea unei ferule are loc datorită forțelor funcționale ale pârghiei, efectului de fixare a pivoților conici și forțelor laterale în timpul inserării acestora. 
Pentru a utiliza pe deplin efectul de ferulă, preparatul trebuie să permită o porțiune continuă de dentină care să aibă o înălțime de cel puțin 2 mm de la nivelul marginii preparației și cu o porțiune de cel puțin 1 mm grosime.
S-a demonstrat că, totuși, în timp ce absența unei ferule 360° poate crește riscul fracturării dinților cu obturații de canal restaurați cu pivoți și coroane, având pereți coronari insuficienți este un risc și mai mare.

## Coroane din oțel inoxidabil pentru dentiția temporară posterioară

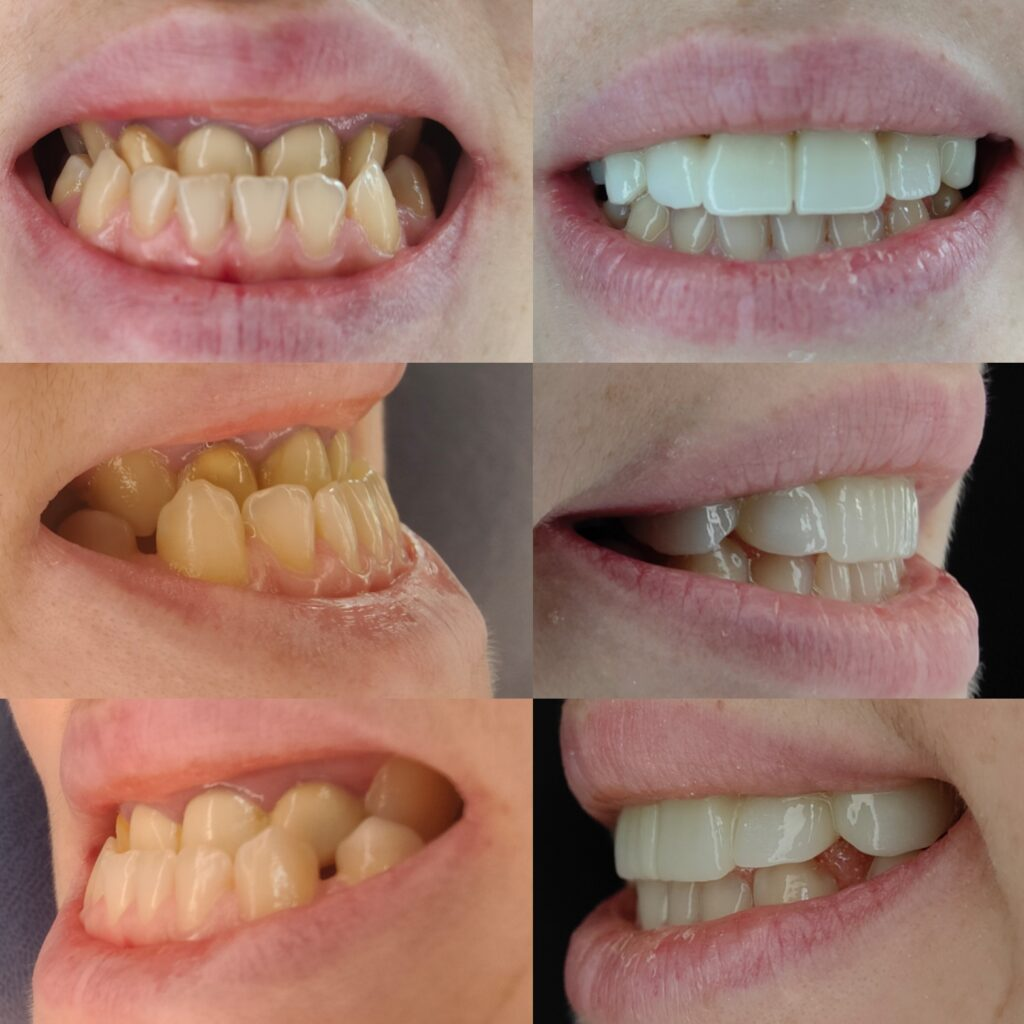
coroana dentara

Oțelul inoxidabil realizat înaintea coroanelor metalice este o opțiune de tratament pentru restaurarea dinților posteriori primari. Un studiu sistemic a descoperit faptul că au o rată mare de succes (96.1%). 
Cu scopul de a accepta o coroană din oțel inoxidabil, întreaga suprafață ocluzală ar trebui redusă cu 1-1,5 mm, iar contactele interproximale ar trebui lăsate libere prin frezarea unei porțiuni meziale și distale sau subgingival ținând vârful unei freze subțiri de mare viteză la 15–20° față de axul lung al dintelui, pentru a evita crearea unui prag. Nu este necesară pregătirea suprafețelor vestibulare sau linguale/palatinale.
Coroanele din oțel inoxidabil pot fi estetice prin fațetarea compozitului utilizând tehnica deschisă sau fațetarea compozitului realizată după sablarea coroanei din oțel inoxidabil. De asemenea, fațetarea din compozit se poate face după pregătirea șanțurilor de retenție pe suprafața vestibulară a coroanelor din oțel inoxidabil.

## Tehnica Hall
Tehnica Hall este un tratament non-invaziv pentru dinții posteriori temporari cariați, unde cariile sunt sigilate sub o coroană preformată din oțel inoxidabil. Această tehnică nu necesită pregătirea dintelui.

## Realizarea și fixarea restaurărilor coronare provizorii
Este foarte posibil ca, odată ce dintele a fost preparat și pe durata timpului de așteptare a restaurării permanente, să fie aplicată o coroană temporară pe dintele respectiv.

## Nevoia pentru restaurări temporare
Temporizarea este importantă după ce dintele a fost preparat, cu scopul de a:
- Proteja/preveni împotriva invaziei bacteriene a tubulilor dentinari expuși, care poate duce la inflamație pulpară și necroză
- Previne creșterea gingivală în zona dintelui preparat
- Permite ca zona să fie curățată mai eficient, scăzând incidența sângerării și a inflmației gingivale în momentul plasării restaurării definitive
- Menține contactele ocluzale și aproximale, astfel, previne extruzia, rotația și închiderea spațiilor
- Motive estetice

Coroanele temporare pot, de asemenea, juca un rol diagnostic în planificarea tratamentului unde este nevoie de schimbări ocluzale, estetice sau parodontale.

## Tipuri de coroane temporare

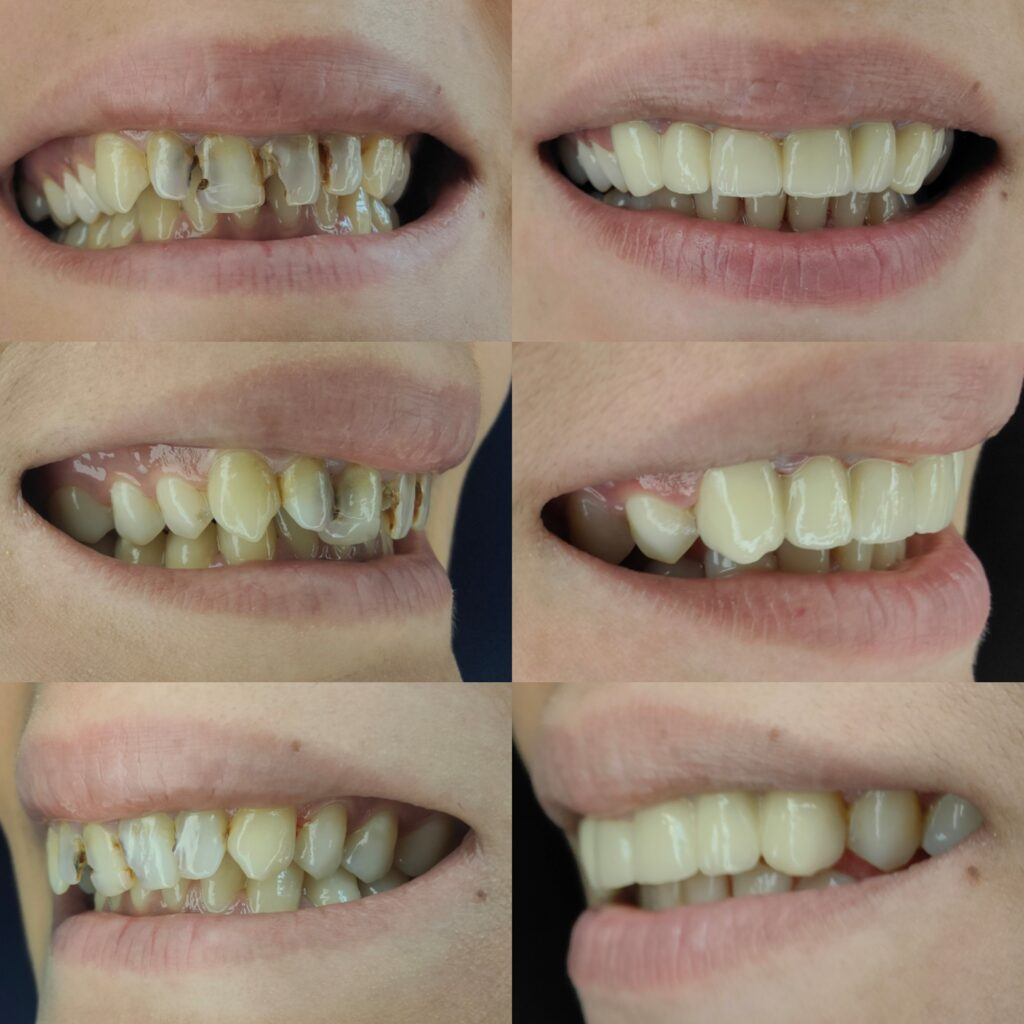
coroana dentara

Coroanele temporare pot fi descrise în funcție de:
Durata preconizată sau planificată a temporizării
- Pe termen scurt
- Pe termen mediu
- Pe termen lung

Modul sau locul din care/unde este realizată corona temporară:
- Direct sau în cabinetul stomatologic
- Indirect sau în laboratorul dentar
- Estetica materialului din care este realizată:
- Metalic
- Culoarea dintelui
- Plastic preformat (acrilic)
- Rășini compozite
- Durata temporizării

Coroanele temporare pot fi descrise ca fiind utilizate pe termen scurt, dacă sunt menținute câteva zile, pe termen mediu dacă acestea sunt planificate a fi menținute pentru câteva săptămâni sau pe termen lung dacă sunt planificate pentru a fi utilizate câteva luni. Alegerea duratei de temporizare este în concordonță adesea cu complexitatea restaurării. 
Coroanele temporare pe termen scurt sunt în general indicate pentru cazuri simple de restaurări, în timp ce cazurile complexe care implică mai mult de un dinte, necesită coroane temporare pe termen lung. 

## Restaurările directe vs. Indirecte
Coroanele temporare pot fi fie directe, dacă sunt realizate de către medicul dentist în clinică, sau indirecte, dacă sunt realizate în afara cabinetului, de obicei într-un laborator de tehnică dentară. În mod general, coroanele provizorii directe tind să fie utilizate pentru scurt timp. Atunci când este necesară temporizarea pe termen mediu sau lung, trebuie luat în considerare utilizarea coroanelor provizorii indirecte.
Materiale utilizate pentru coroanele provizorii
Există câteva materiale care pot fi utilizate pentru a realiza coroane provizorii. Coroanele directe sunt fabricate fie prin utilizarea metalului sau a plasticului pre-format, rășini fotopolimerizabile sau chimic polimerizabile și rășinile compozite. Restaurările indirecte sunt fie realizate din material acrilic chimic polimerizabil, acrilic polimerizat cu ajutorul căldurii sau din metal.
| Material                                                  | Avantaje | Dezavantaje | Dezavantaje | Indicații | Indicații | Indicații                                                                      |
| Coroane prefabricate                                      | | | | | |                                                                                |
| Culoarea naturală a dintelui                              | | | | | |                                                                                |
| Policarbonat                                              | Estetică bună | Estetică bună | Necisită a fi utilizat cu rășini autopolimerizabile | Necisită a fi utilizat cu rășini autopolimerizabile | Necisită a fi utilizat cu rășini autopolimerizabile | Restaurări dentare directe pentru toți dinții, în special pentru cei anteriori |
| Acrilic                                                   | Estetică bună | Estetică bună | Necesită a fi utilizat cu rășini autopolimerizabile | Necesită a fi utilizat cu rășini autopolimerizabile | Necesită a fi utilizat cu rășini autopolimerizabile | Restaurări dentare directe pentru toți dinții, în special pentru cei anteriori |
| Metal                                                     | | | | | |                                                                                |
| Aluminiu                                                  | Rezistență | Rezistență | Estetică slabă Necesită a fi utilizat cu rășini autopolimerizabile | Estetică slabă Necesită a fi utilizat cu rășini autopolimerizabile | Estetică slabă Necesită a fi utilizat cu rășini autopolimerizabile | Restaurări directe pentru dinții posteriori                                    |
| Oțel inoxidabil                                           | Rezistență | Rezistență | Estetică slabă Necesită a fi utilizat cu rășini autopolimerizabile Orice fel de oțel împiedică utilizarea RMN-ului pentru diagnosticare în caz de traumatism sau boală        | Estetică slabă Necesită a fi utilizat cu rășini autopolimerizabile Orice fel de oțel împiedică utilizarea RMN-ului pentru diagnosticare în caz de traumatism sau boală        | Estetică slabă Necesită a fi utilizat cu rășini autopolimerizabile Orice fel de oțel împiedică utilizarea RMN-ului pentru diagnosticare în caz de traumatism sau boală | Restaurări directe pentru dinții posteriori                                    |
| Nichel-crom                                               | Rezistență | Rezistență | Estetică slabă Necesită a fi utilizat cu rășini autopolimerizabile | Estetică slabă Necesită a fi utilizat cu rășini autopolimerizabile | Estetică slabă Necesită a fi utilizat cu rășini autopolimerizabile | Restaurări directe pentru dinții posteriori                                    |
| Rășini autopolimerizabile și fotopolimerizabile           | | | | | |                                                                                |
| Polimetil metacrilat (autopolimerizabil sau prin căldură) | Duritate Rezistență la abraziune Estetică bună Ușor de retușat | Contracția de polimerizarea- poate afecta cimentarea Reacție exotermă- poate cauza reacții la nivelul pulpei dentare Monomerul nereacționat poate deteriora pulpa și gingiile | Contracția de polimerizarea- poate afecta cimentarea Reacție exotermă- poate cauza reacții la nivelul pulpei dentare Monomerul nereacționat poate deteriora pulpa și gingiile | Contracția de polimerizarea- poate afecta cimentarea Reacție exotermă- poate cauza reacții la nivelul pulpei dentare Monomerul nereacționat poate deteriora pulpa și gingiile | Coroane provizorii indirecte, pentru toți dinții | Coroane provizorii indirecte, pentru toți dinții                               |
| Polietil metacrilat                                       | Cimentarea produce mai puțină căldură și contracție față de polimetil metacrilat- poate fi utilizat în cavitatea orală                                              | Rezistență la uzură mică, estetica și stabilitatea culorii mai slabe decât polimetil metacrilații                                                                             | Rezistență la uzură mică, estetica și stabilitatea culorii mai slabe decât polimetil metacrilații                                                                             | Rezistență la uzură mică, estetica și stabilitatea culorii mai slabe decât polimetil metacrilații                                                                             | Material utilizat pentru coroanele pre-formate | Material utilizat pentru coroanele pre-formate                                 |
| Compozitul bis-acrilic                                    | Fixarea produce mai puțină căldură și contracție decât alte rășini Estetică ok Adaptare marginală bună Stabilitate coloristică mai bună decât polietil metacrilatul | Se pătează ușor dacă stratul de suprafață nereacționat nu este îndepărtat Casant pe porțiunile subțiri Dificil de retușat/ de adăugat                                         | Se pătează ușor dacă stratul de suprafață nereacționat nu este îndepărtat Casant pe porțiunile subțiri Dificil de retușat/ de adăugat                                         | Se pătează ușor dacă stratul de suprafață nereacționat nu este îndepărtat Casant pe porțiunile subțiri Dificil de retușat/ de adăugat                                         | Restaurări directe pe toți dinții | Restaurări directe pe toți dinții                                              |
| Uretan dimetacrilat (fotopolimerizabil)                   | Estetic acceptabil Fotopolimerizabil Proprietăți mecanice bune Poate fi căptușit mai ușor față de compozitul bis-acrilic                                            | Scump Necesită matrice Reacție exotermă Contracția de polimerizare este mare                                                                                                  | Scump Necesită matrice Reacție exotermă Contracția de polimerizare este mare                                                                                                  | Scump Necesită matrice Reacție exotermă Contracția de polimerizare este mare                                                                                                  | Restaurări directe pe toți dinții | Restaurări directe pe toți dinții                                              |
| Compozitul restaurativ                                    | Estetică excelentă Poate fi utilizat cu/ fără matrice Nu necesită cimentare temporară                                                                               | Scump Plasarea și îndepărtarea este consumatoare de timp | Scump Plasarea și îndepărtarea este consumatoare de timp | Scump Plasarea și îndepărtarea este consumatoare de timp | Restaurări dentare directe pentru dinții anteriori | Restaurări dentare directe pentru dinții anteriori                             |

## Cimentarea coroanelor provizorii

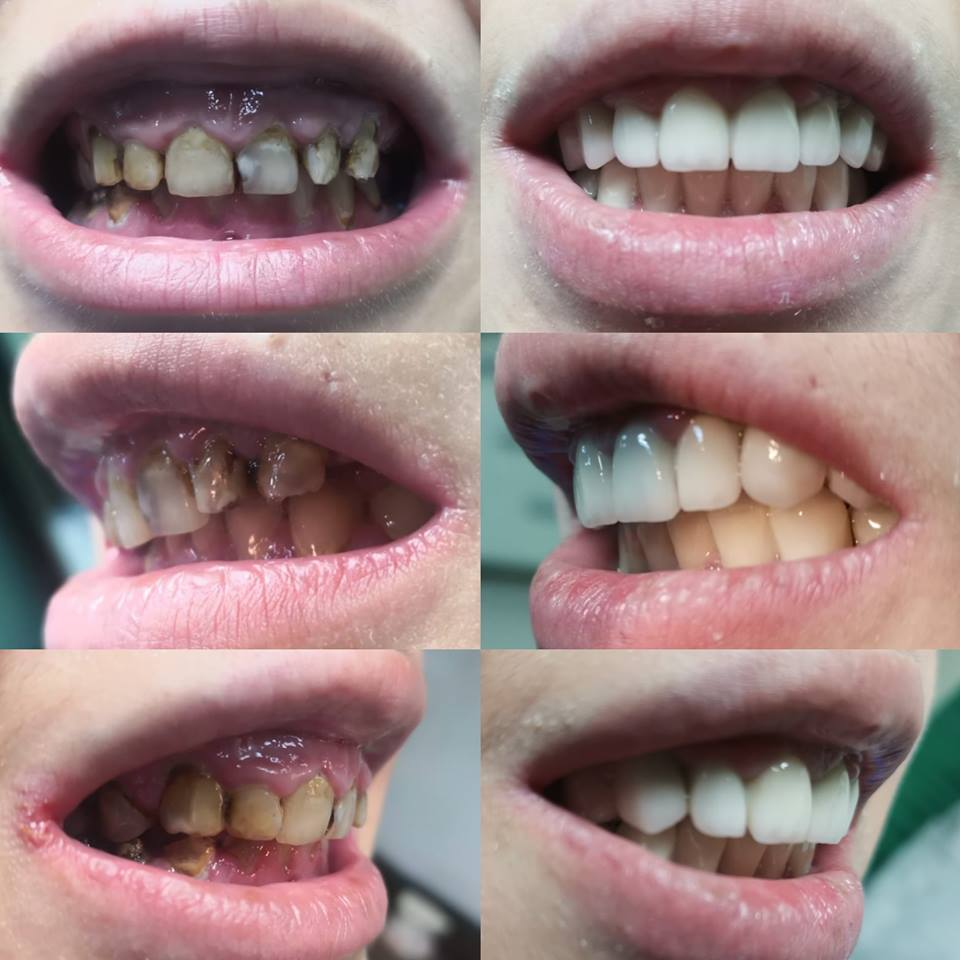
coroana dentara

Scopul cimenturilor de fixare temporară este de a umple spațiul dintre preparația coronară și restaurarea temporară. Spre deosebire de cimentarea coroanelor definitive, coroanele temporare ar trebui să fie relativ ușor de îndepărtat. 
Cimenturile adezive nu trebuie folosite și se preferă cimenturile mai moi pentru a permite îndepărtarea ușoară atât a cimenturilor temporare, cât și a coroanelor. 
Acest lucru este esențial deoarece resturile de ciment temporar rămase pe suprafața dintelui pot compromite sănătatea gingiilor și pot interfera cu fixarea precisă a restaurării finale și a atașării permanente a cimentului. 
De asemenea, cimenturile provizorii trebuie să fie suficient de rezistente pentru a evita deformarea sau fracturarea pe perioada în care este utilizat.

## Cimenturile de fixare provizorie pe bază de zinc oxid eugenol (ZOE)
Acestea sunt utilizate în mod obișnuit datorită rezistenței lor scăzute la tracțiune și a lipsei de aderență, ceea ce asigură o îndepărtare ușoară. Aceste produse nu trebuie utilizate atunci când rășina compozită urmează a fi utilizată pentru fixarea coroanei definitive, deoarece eugenolul este capabil să se infiltreze și să difuzeze prin dentină; contaminând suprafața dintelui și compromițând fixarea prin inhibarea polimerizării rășinii. 

## Cimenturile de fixare provizorie non-eugenol
Cimenturile non-eugenol înlocuiesc eugenolul cu câteva tipuri de acizi carboxilici care nu inhibă cimentarea definitivă. Aceste cimenturi sunt compatibile cu materialele provizorii rășinice și cimenturile definitive din rășină și au o retenție crescută când sunt comparate cu cimenturile care conțin ZOE. 

## Cimenturile de fixare provizorie pe bază de policarboxilat
Acest ciment hidrofil are avantajul unor efecte minime asupra agenților care conțin rășini pentru cimentare provizorie și aderenței slabe la țesutul dentar care mărește ușurința îndepărtării. Acest ciment este cel mai ușor de curățat dintre toate tipurile de ciment provizoriu.

## Cimenturi de fixare provizorie pe bază de rășini
Avantajele acestor cimenturi includ estetica superioară, rezistența mare, retenție bună și ușurință în curățarea acestuia. Totuși, printre dezavantajele acestui ciment este și rata mare de decolorare, apariția de microscurgeri și mirosului neplăcut.

## Amprentarea preparației dentare

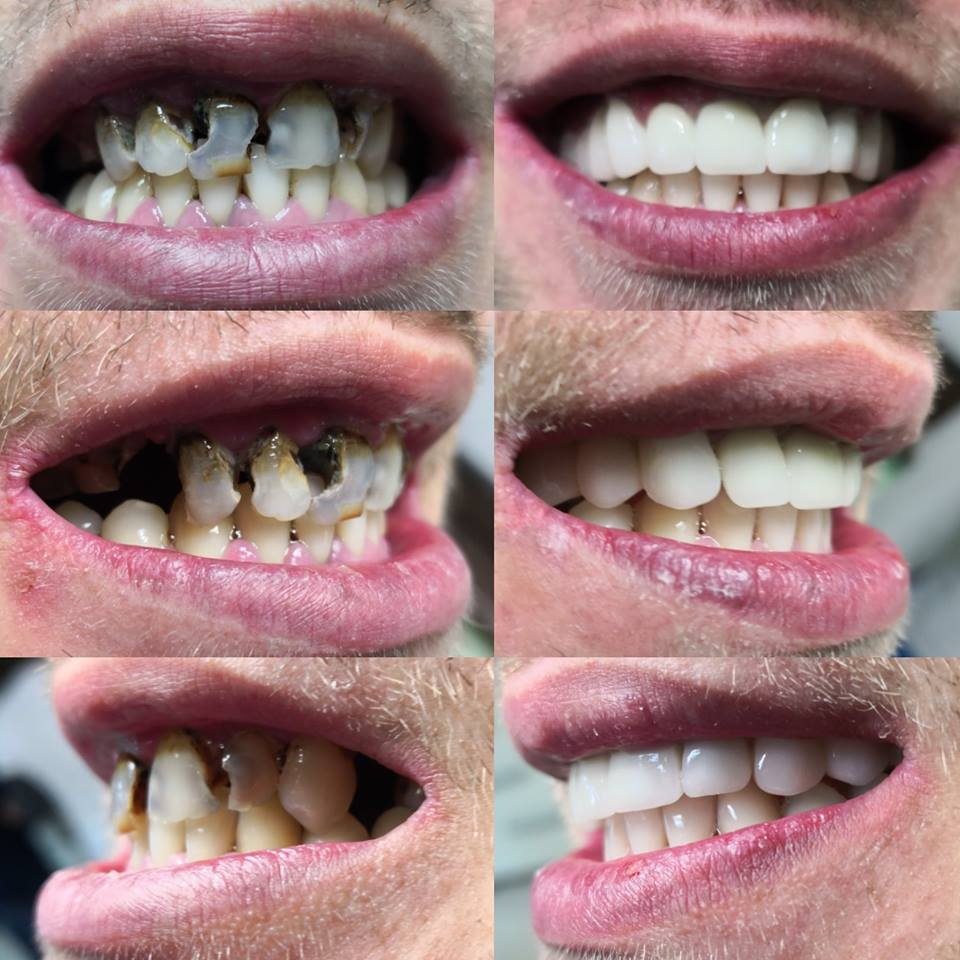
coroana dentara

Odată ce dintele în cauză a fost pregătit după dimensiunile potrivite, este la fel de important să se realizeze o amprentă precisă și stabilă dimensional a preparatului sau a implantului dentar, înconjurând țesuturile dure și moi, precum și arcada dentară opusă, astfel încât restaurarea creată să se conformeze dimensiunilor cerute și să se asigure că adaptarea este cât mai apropiată posibil, fără a fi nevoie să facă multe modificări în cabinet, de către medic.
Amprentele pot fi realizate digital sau prin tehnica convențională. În ceea ce privește tehnicile convenționale de amprentare, materialele selectate ar trebui să aibă proprietăți fizice și caracteristici de manipulare adecvate pentru a permite reproducerea fidelă a detaliilor și durabilitate la turnarea modelului, inclusiv capacitatea de a rezista la proceduri eficiente de decontaminare. În general, amprentele arcadei dentare unde se află preparația dentară sunt siliconice și se folosește tehnica „de spălare”; iar amprentele arcadei opuse sunt realizate din alginat.
Amprentele digitale pot fi realizate folosind scanere optice dedicate. O analiză sugerează că amprentele digitale oferă aceeași acuratețe ca amprentele convenționale și s-au dovedit a fi mai confortabile pentru pacienți și mai ușor de realizat pentru medicii stomatologi.

## Fabricarea coroanei dentare utilizând tehnica CAD/CAM
Metoda CAD/CAM de fabricare a restaurărilor din ceramică integrală este prin capturarea și stocarea electronică a unei imagini fotografice a dintelui pregătit și, folosind tehnologia computerizată, realizarea unui design de restaurare 3D care să respecte toate specificațiile necesare inlay-ului, onlay-ului sau coroanelor; nu există amprentă. 
După selectarea caracteristicilor adecvate și luarea diferitelor decizii asupra modelului computerizat, medicul dentist direcționează computerul să trimită informațiile către o mașină de frezat locală. 
Această mașină va folosi apoi frezele sale diamantate special concepute pentru a freza restaurarea dintr-un lingou solid dintr-o ceramică cu nuanță predeterminată pentru a se potrivi cu dintele pacientului. 
După aproximativ 20 de minute, restaurarea este completă, iar medicul dentist o secționează din restul lingoului nemăcinat și o probează la pacient în gură. Dacă restaurarea se potrivește bine, medicul dentist poate cimenta restaurarea imediat. 
O mașină dentară CAD/CAM costă aproximativ 100.000 USD, cu achiziționarea continuă de lingouri ceramice și freze. Din cauza costurilor ridicate, taxa pentru realizarea unei coroane CAD/CAM în cabinetul stomatologic este adesea puțin mai mare decât aceea de a avea aceeași coroană realizată într-un laborator dentar.
De obicei, peste 95% dintre restaurările dentare realizate folosind CAD/CAM și blocurile Vita Mark I și Mark II au încă succes clinic după cinci ani. În plus, cel puțin 90% dintre restaurări încă funcționează cu succes după 10 ani. Avantajele blocurilor Mark II față de blocurile ceramice includ faptul că: se uzează la fel de repede ca dinții naturali, șansele lor de eșec sunt foarte asemănătoare cu cele ale dinților naturali.
De curând, tehnologia avansată suportată de stomatologia CAD/CAM a oferit alternative viabile la realizarea tradițională a restaurărilor coronare, în multe cazuri. 
Coroanele indirecte realizate clasic, necesită o cantitatea mare de suprafață pentru retenția coroanei normale, cu un potențial rezultat de pierdere a sănătății structurii dintelui natural, pe când coroanele din porțelan CAD/CAM pot fi utilizate pe suprafețe semnificativ mai reduse.
De fapt, cu cât mai mult smalț este utilizat pentru retenție, cu atât există o șansă mai mare de succes. Atât timp cât grosimea porțelanului de pe partea superioară, ocluzală a coroanei este de 1,5 mm grosime sau mai mare, este de așteptat ca restaurarea să aibă succes. 
Pereții laterali care sunt în mod normal sacrificați total în coroana clasică sunt în general lăsați mult mai intacți cu opțiunea CAD/CAM. În ceea ce privește realizarea de pivoturi, acestea sunt în general contraindicate în coroanele CAD/CAM, deoarece materialele de cimentare din rășină leagă cel mai bine interfața de porțelan gravat de interfețele de smalț/dentină gravate ale dintelui natural însuși. 
Coroana este, de asemenea, o alternativă excelentă la pivot atunci când se restaurează un dinte tratat endodontic.

## Îndepărtarea coroanei

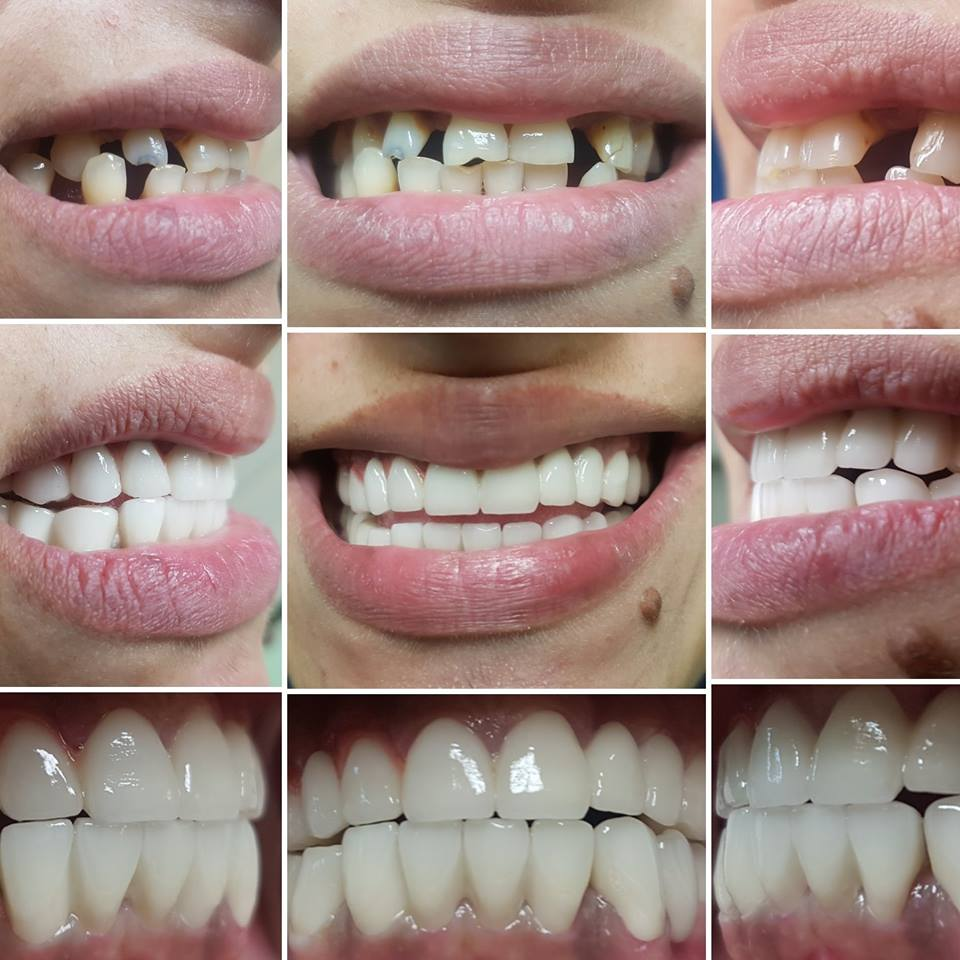
coroana dentara

Câteodată poate fi necesar să se îndepărteze restaurarea coronară pentru a se putea realiza tratamentul țesutului dentar de sub coroană, în special pentru a se putea realiza un tratament endodontic nechirurgical a unei pulpe necrotice/ tratate anterior. Mai multe metode sunt disponibile, iar alegerea este ghidată de natura și calitatea restaurării coronare, adică dacă urmează să fie păstrată sau înlocuită.
Factorii care trebuie luați în considerare când se decide dacă coroana va fi menținută permanent sau înlocuită, includ:
- Costul de înlocuire
- Estetica
- Ușurința îndepărtării
- Integritatea marginală
- Planificarea resturării (incluzând schimbarea dintr-o coroană într-o punte sau adaptarea coroanei la un design care să fie dinte stâlp pentru o proteză parțială)
- Accesul necesar pentru tratarea dintelui sigur și eficient

Coroanele temporare sunt ușor de îndepărtat și înlocuit, de accea nu ridică probleme.
Înainte de îndepărtarea restaurării coronare definitive, este important să se planifice o coroană provizorie, mai ales dacă se preconizează că coroana care urmează să fie îndepărtată se poate deteriora în timpul procesului.
Aceasta implică de obicei realizarea unei amprente a coroanei, astfel încât o coroană temporară să poată fi realizată în cabinet sau de laboratorul dentar. 
Sunt disponibile mai multe instrumente și metode, care pot fi clasificate în funcție de cât de conservatoare sunt. În mod normal, dintele, dacă este puternic deteriorat, ar trebui restaurat înainte de montarea unei noi coroane (fie că este temporară sau definitivă) .
Metode de îndepărtare a coroanelor în funcție de cât de conservative sunt cu preparația dentară 
| Conservativ                                                                      | Semi-conservativ                                                          | Distructiv |
| Matricele bandă Ultrasonic Clești Instrumente pneumatice Metoda dulce lipicioasă | Instrumente speciale Sistem special de îndepărtare a coroanei și punților | Freze      |

## Matricele tip bandă
Aplicarea unei benzi de matrice care este inserată pe sub coroană și trasă vertical.

## Ultrasonic
Vârful instrumentului cu ultrasunete poate fi aplicat pe o coroană de metal turnat pentru a disloca cimentul de fixare. Această metodă trebuie evitată în cazul restaurărilor ceramice, deoarece aceasta poate duce la fracturi. 

## Clești
Aceștia pot fi utilizați pentru a prinde restaurarea și a o disloca de la nivelul preparației dentare. Anumiți clești speciali sunt proiectați pentru a avea mânere de cauciuc și pulbere pe partea superioară a intrumentului pentru a reduce riscul de deteriorare a restaurărilor ceramice. Sunt destul de eficiente în îndepărtarea coroanelor fixate cu cimenturi temporare.

## Metoda dulce lipicioasă sau Richwill pentru îndepărtarea coroanelor și punților

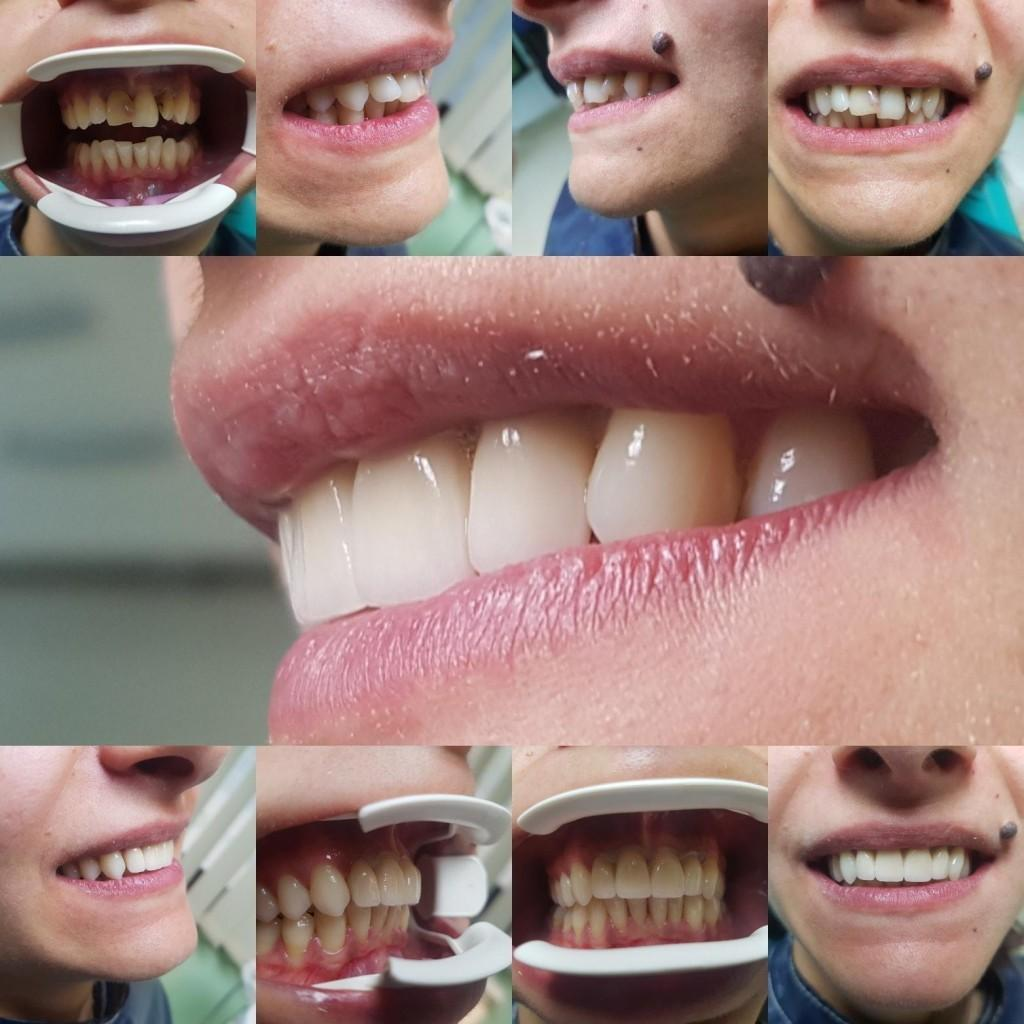
coroana dentara

O rășină termoplastică flexibilă este înmuiată în apă caldă și apoi este plasată pe suprafața ocluzală a coroanei care urmează a fi îndepărtată. Pacientului i se cere apoi să muște, comprimând blocul de rășină la două treimi din grosimea sa inițială. Pacientul este rugat apoi să deschidă rapid gura, ceea ce ar trebui să genereze suficientă forță pentru a deplasa restaurarea. Cu toate acestea, această metodă nu este foarte eficientă și prezintă riscul de a deteriora restaurările de pe dintele opus sau de a-l extrage accidental. Prin urmare, înainte de a utiliza această metodă, este important să ne asigurăm de starea dintelui opus.

## Instrumente pneumatice
Ciocanele glisante funcționează folosind vârful pentru a cupla marginea coroanei și glisând greutatea de-a lungul axului pentru a slăbi restaurarea. Sunt disponibile mai multe versiuni. Unele sunt cu greutăți, altele au arc. Acest sistem este inconfortabil pentru pacient și nu are întotdeauna succes. De asemenea, este contraindicat pentru dinții afectați parodontotic, deoarece poate provoca extracții nedorite. Acest sistem poate deteriora și marginile ceramice.

## Instrumente speciale
O fantă este tăiată folosind freze lungi conice, în mod normal pe suprafața vestibulară a coroanei, până la ciment. Un instrument plat din plastic, elevatoare Couplands sau sisteme dedicate, cum ar fi WamKey, este introdus în fanta creată pentru a separa coroana de dinte.

## Sistem special de îndepărtare a coroanelor și punților (Metalift)
Bazat pe principiul „jack-screw”, sistemul Metalift funcționează prin realizarea cu precizie a unui canal prin suprafața ocluzală a unei restaurări turnate, apoi cu o freză specială, zona din jurul periferiei găurii realizate este subminată înainte ca un șurub filetat să fie introdus în canal. 
Pe măsură ce șurubul intră în contact cu miezul restaurării, rotația continuă a șurubului are ca rezultat o forță de ridicare care deplasează coroana de pe dinte. 
Acest sistem poate fi folosit pentru îndepărtarea atât a tuturor coroanelor metalice, cât și a coroanelor metalo-ceramice, deși, în cazul coroanelor metalo-ceramice trebuie avut grijă să fie îndepărtată suficientă ceramică din zona în care s-a creat orificiul pentru a reduce șansele de fractură. 
Grosimea minimă a metalului necesară pentru acțiunea de ridicare este de aproximativ 0,5 mm. Deteriorarea poate fi reparată cu un material de obturație din plastic.

## Freze
Coroana poate fi simplu secționată utilizând o freză pentru tăiat coroane dentare.